# Solaris Urbino
Solaris Urbino – rodzina niskopodłogowych autobusów miejskich i niskopodłogowych autobusów podmiejsko-międzymiastowych produkowana od 1999 r. przez polskie przedsiębiorstwo Solaris Bus & Coach S.A. z Bolechowa koło Poznania. Napęd stanowią klasyczne silniki wysokoprężne lub na paliwa alternatywne (gaz CNG i biogaz, napęd hybrydowy, elektryczny oraz wodorowy). W 2014 r. podczas targów IAA w Hanowerze oraz w Polsce w czasie Transexpo w Kielcach odbyła się premiera pojazdów czwartej generacji, która do produkcji weszła w 2015 r. Solaris Urbino 12 electric jako pierwszy polski autobus został nagrodzony tytułem Autobus Roku 2017. Solaris Urbino jest obecnie najpopularniejszym pod względem sprzedaży modelem autobusów miejskich w Polsce, a także jednym z najpopularniejszych w Europie.

## Historia

### Geneza
W 1994 r. Krzysztof Olszewski założył w Bolechowie-Osiedlu koło Poznania spółkę Neoplan Polska na potrzeby wygranego przetargu na dostawę 72 niskopodłogowych autobusów miejskich dla MPK Poznań. W Bolechowie rozpoczęto budowę nowej fabryki autobusów miejskich, a 22 marca 1996 r. z linii montażowej zjechał pierwszy autobus. Neoplan Polska produkował modele na licencji niemieckiego przedsiębiorstwa Neoplan – N4009, N4016, N4020 oraz N4021. Już rok później Neoplan Polska dostarcza 40% wszystkich niskopodłogowych autobusów na rynku polskim. W 1998 r. zaprezentowano bazujący na N4016 model K4016TD oraz jego krótszą wersję Neoplan K4010TD. Były to pierwsze autobusy zaprojektowane od podstaw przez przedsiębiorstwo Olszewskiego. Pojazdy te uzyskały handlową nazwę Olibus. Wprowadzono także zielonego jamnika jako graficzny symbol pojazdów Neoplan Polska.

### I generacja
Pierwszy autobus z gamy Urbino zjechał z linii produkcyjnej w Bolechowie w połowie 1999 r. Był to Solaris Urbino 12 (prototypowy egzemplarz trafił w 2000 r. do przedsiębiorstwa ForBus z Bydgoszczy), w drugiej połowie roku zadebiutowały dwa kolejne modele Solaris Urbino 15 (dla MZA Warszawa) i Solaris Urbino 18 (dla PKA Gdynia), zaś w 2000 r. dołączył ostatni najkrótszy autobus z rodziny – Solaris Urbino 9 (trafił do ZKM Sochaczew). Zostały one zaprojektowane w przedsiębiorstwie Neoplan Polska przy udziale projektantów z berlińskiego przedsiębiorstwa stylistycznego IFS Designatelier. Design autobusów odznaczał się charakterystyczną asymetryczną linią przedniej szyby (poprawia widoczność podczas wjeżdżania autobusem na przystanek) oraz zaokrąglonymi liniami nadwozia. W 2000 r. pierwsze Solarisy Urbino zostały sprzedane za granicę, do Czech i na Słowację. Rok później wyeksportowano pierwszy egzemplarz do Niemiec.

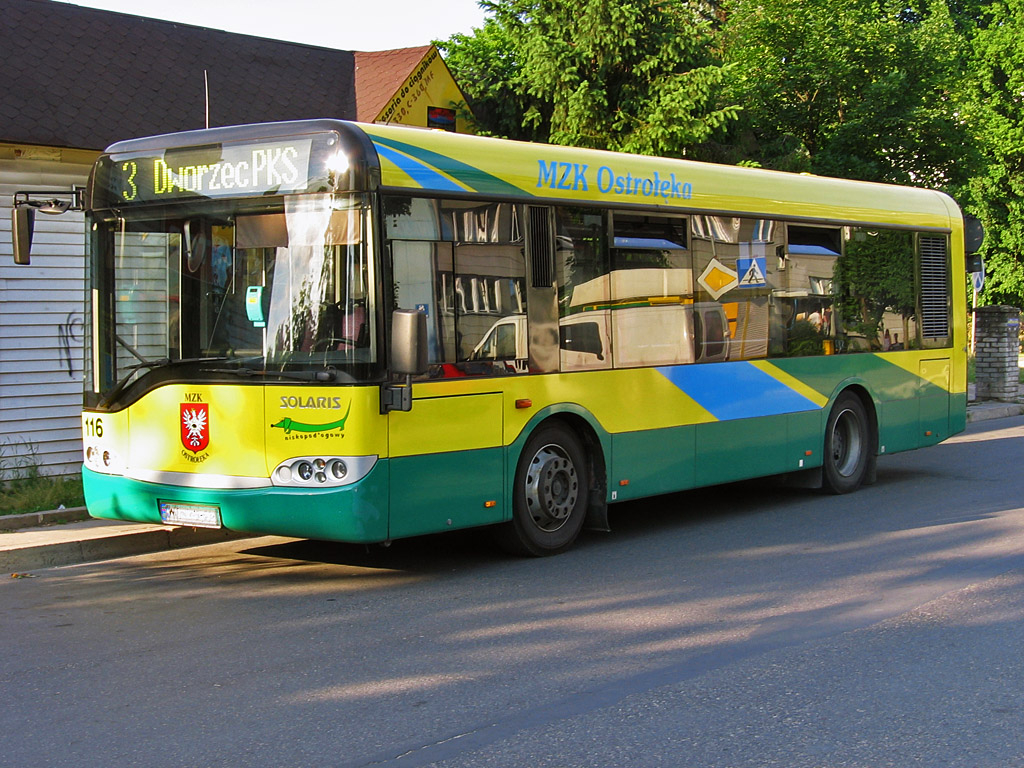
Urbino 9
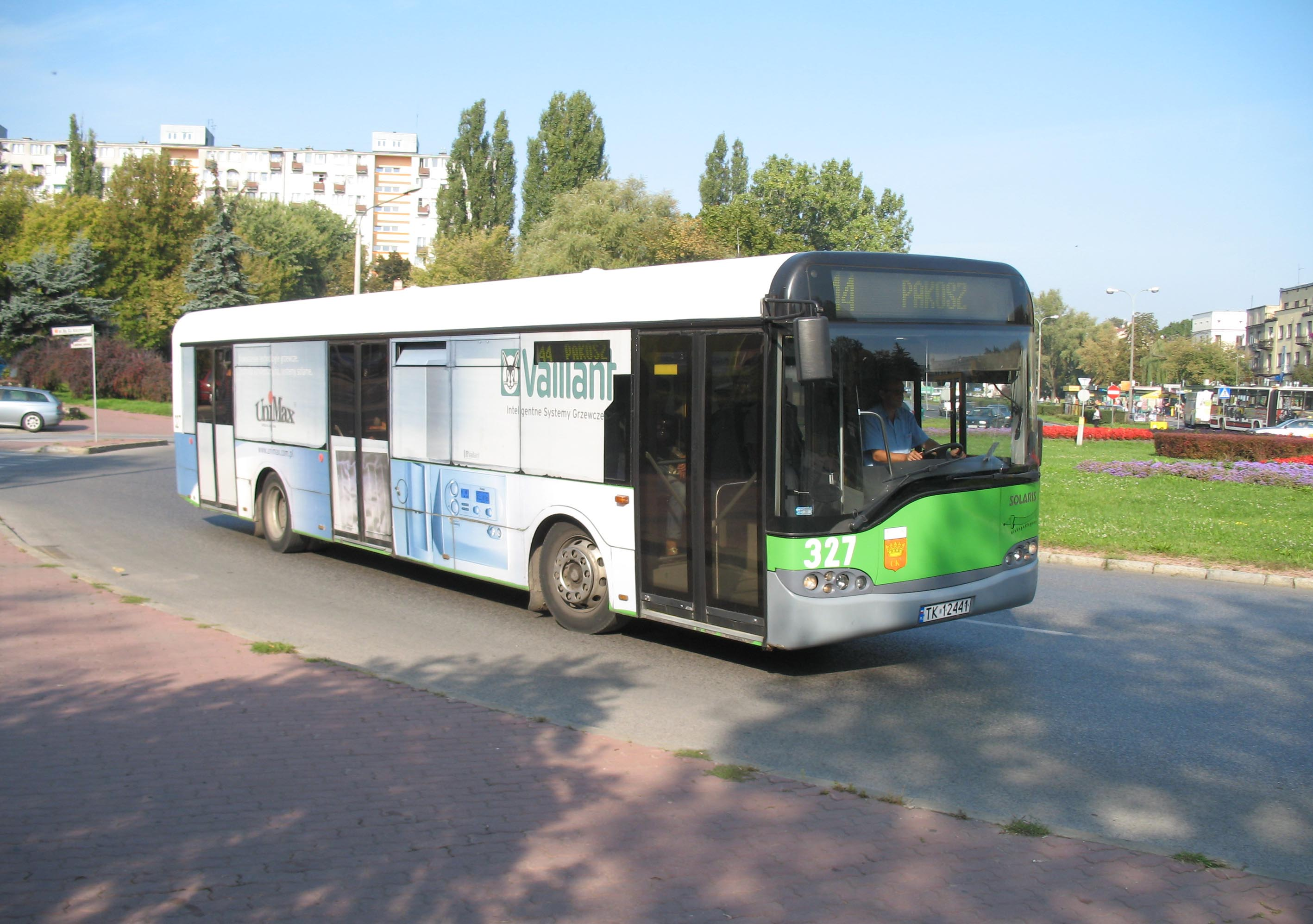
Urbino 12
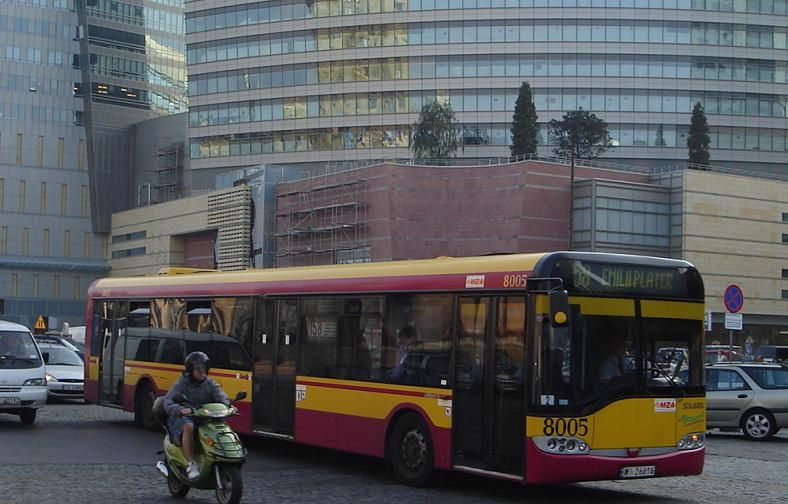
Urbino 15
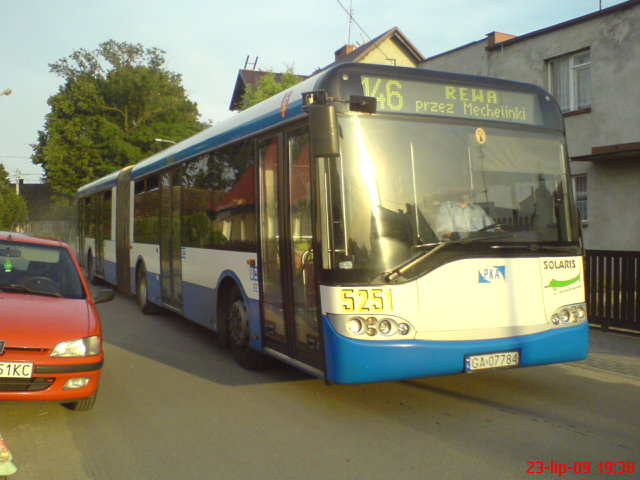
Urbino 18

### II generacja
Na przełomie 2001 i 2002 r. wdrożono modele II generacji. Model 9-metrowy został wówczas zastąpiony przez nieco dłuższe Urbino 10. Wygląd autobusów uległ niewielkim zmianom kosmetycznym, m.in. lekko zmieniono kształt reflektorów. Zmieniono także usytuowanie zbiornika paliwa – umieszczono go w nadbudowie nad prawym przednim nadkolem. W 2004 r. miała miejsce premiera dwóch nowych modeli w ofercie producenta – Urbino 12 LE (model niskowejściowy) oraz Urbino 15 CNG napędzane gazem ziemnym lub biogazem.
Solaris Urbino 12 II generacji został wystawiony do konkursu „Bus Euro Test 2004”, podczas którego wyłoniono Autobus Roku 2005. Ostatecznie Solaris zajął II miejsce.

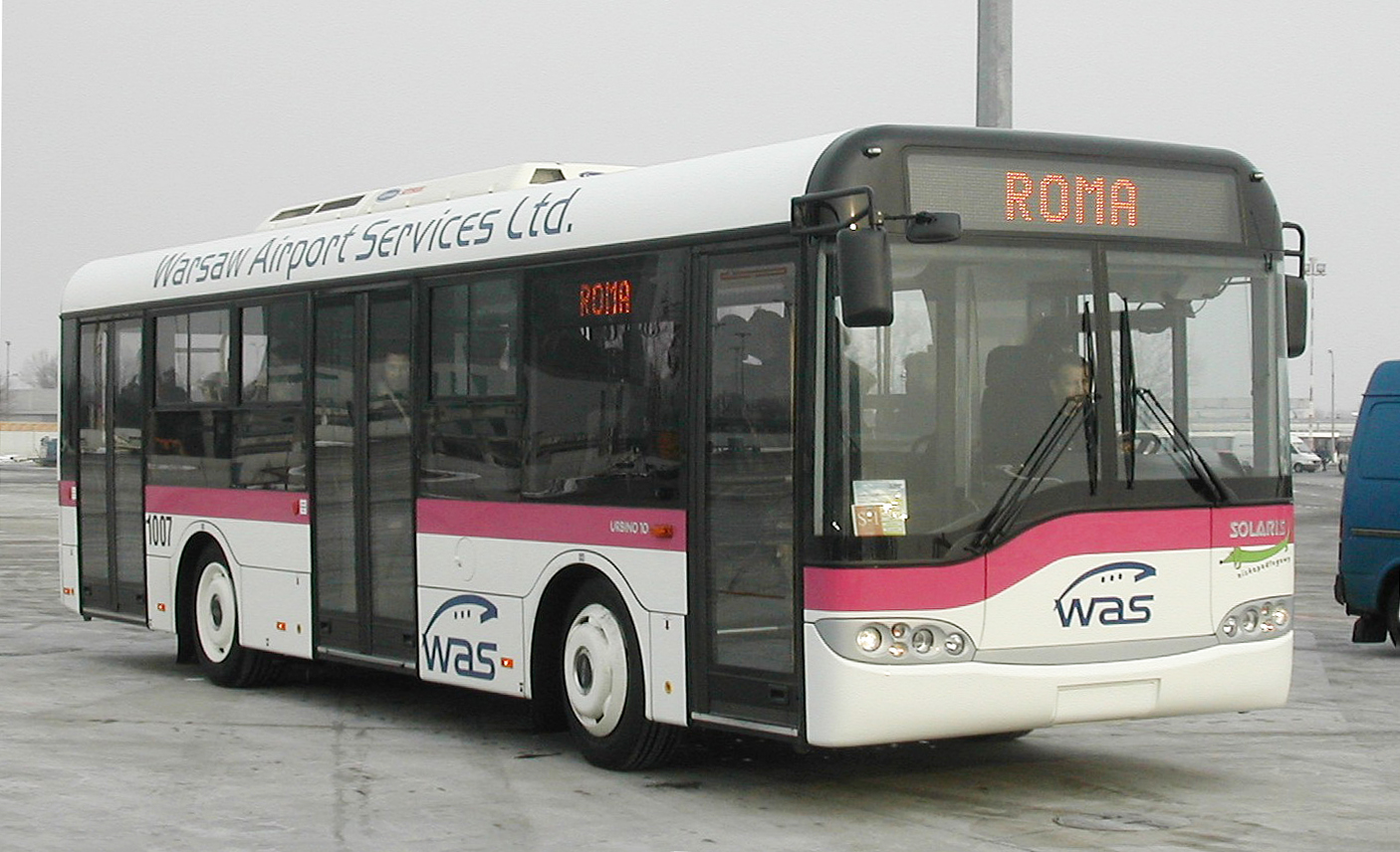
Urbino 10 (Urbinetto)
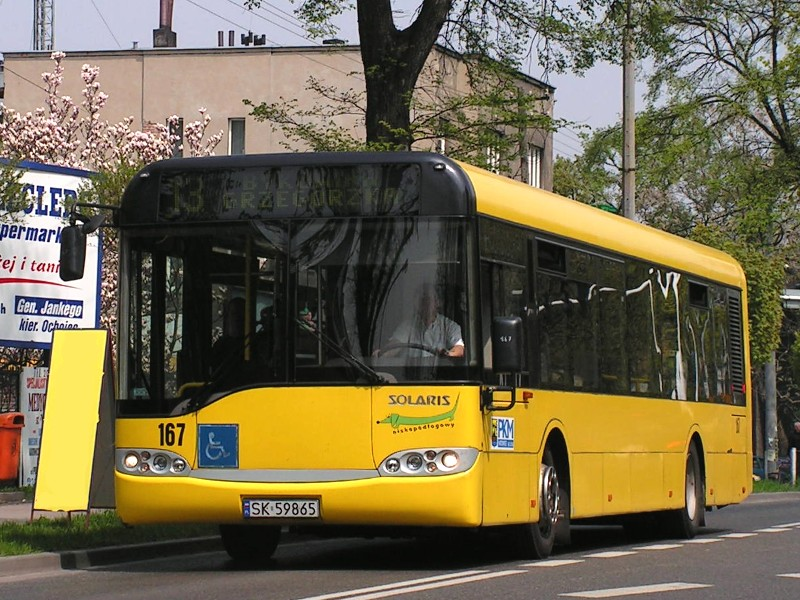
Urbino 12
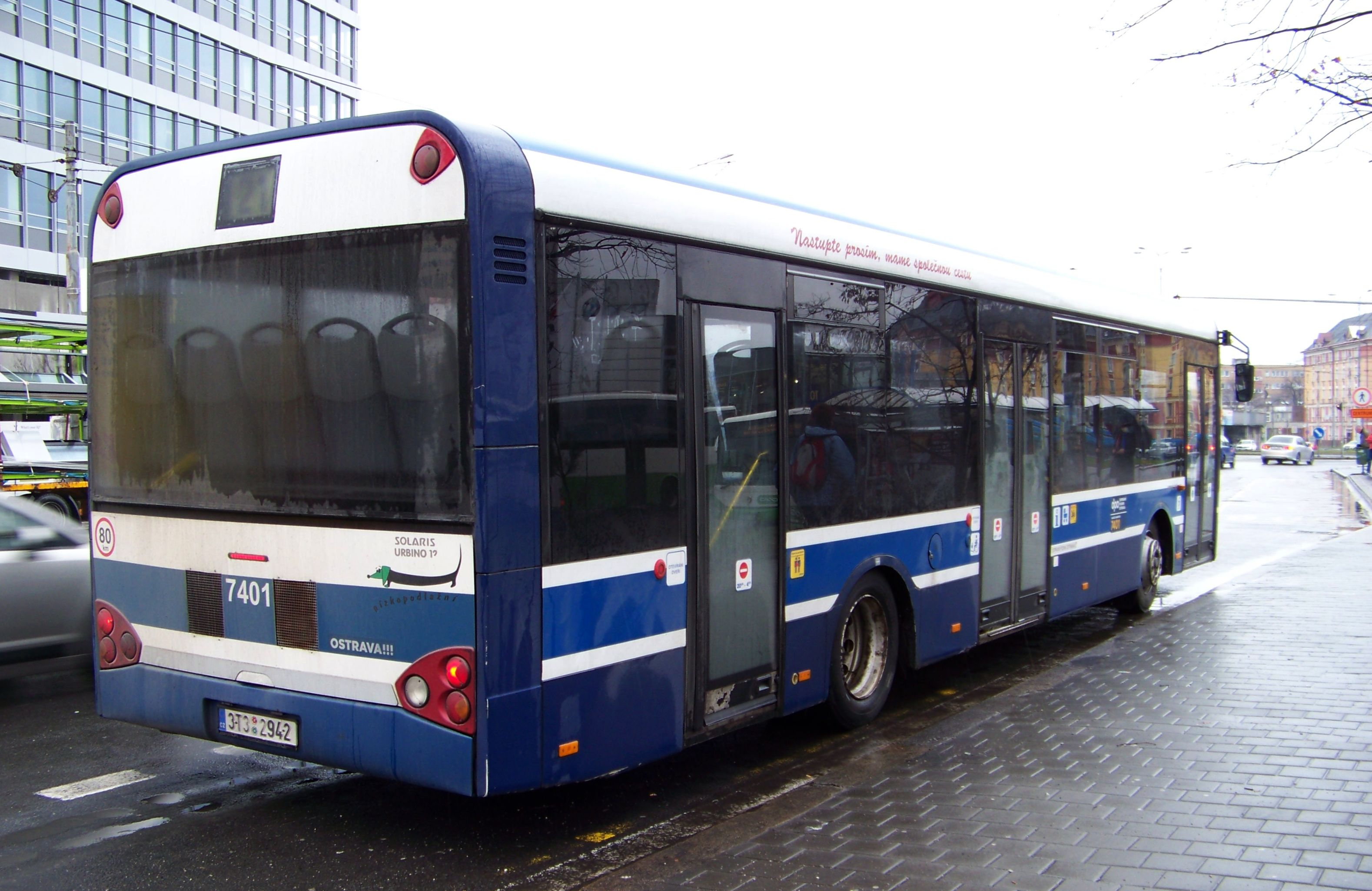
Urbino 12 LE
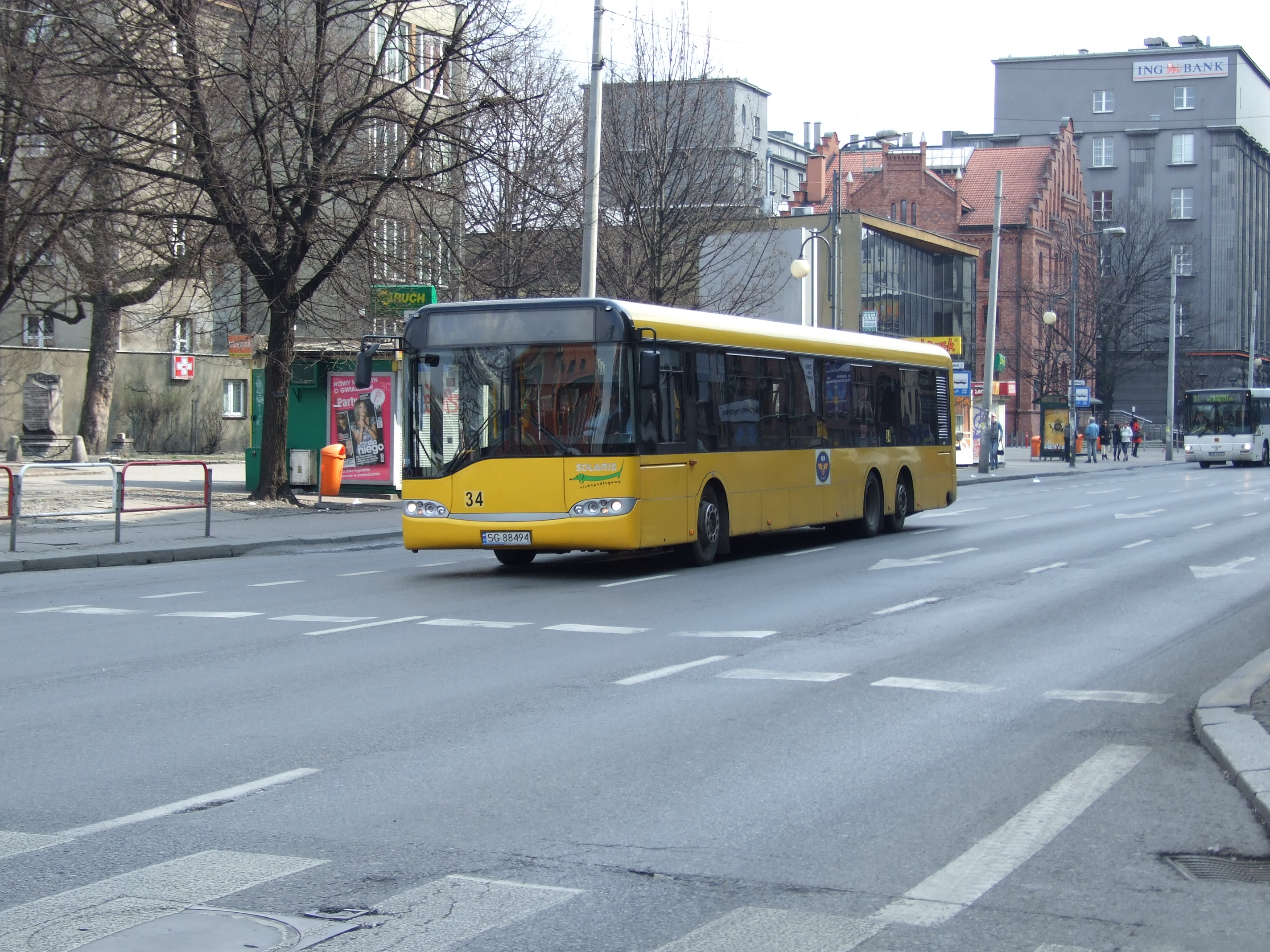
Urbino 15
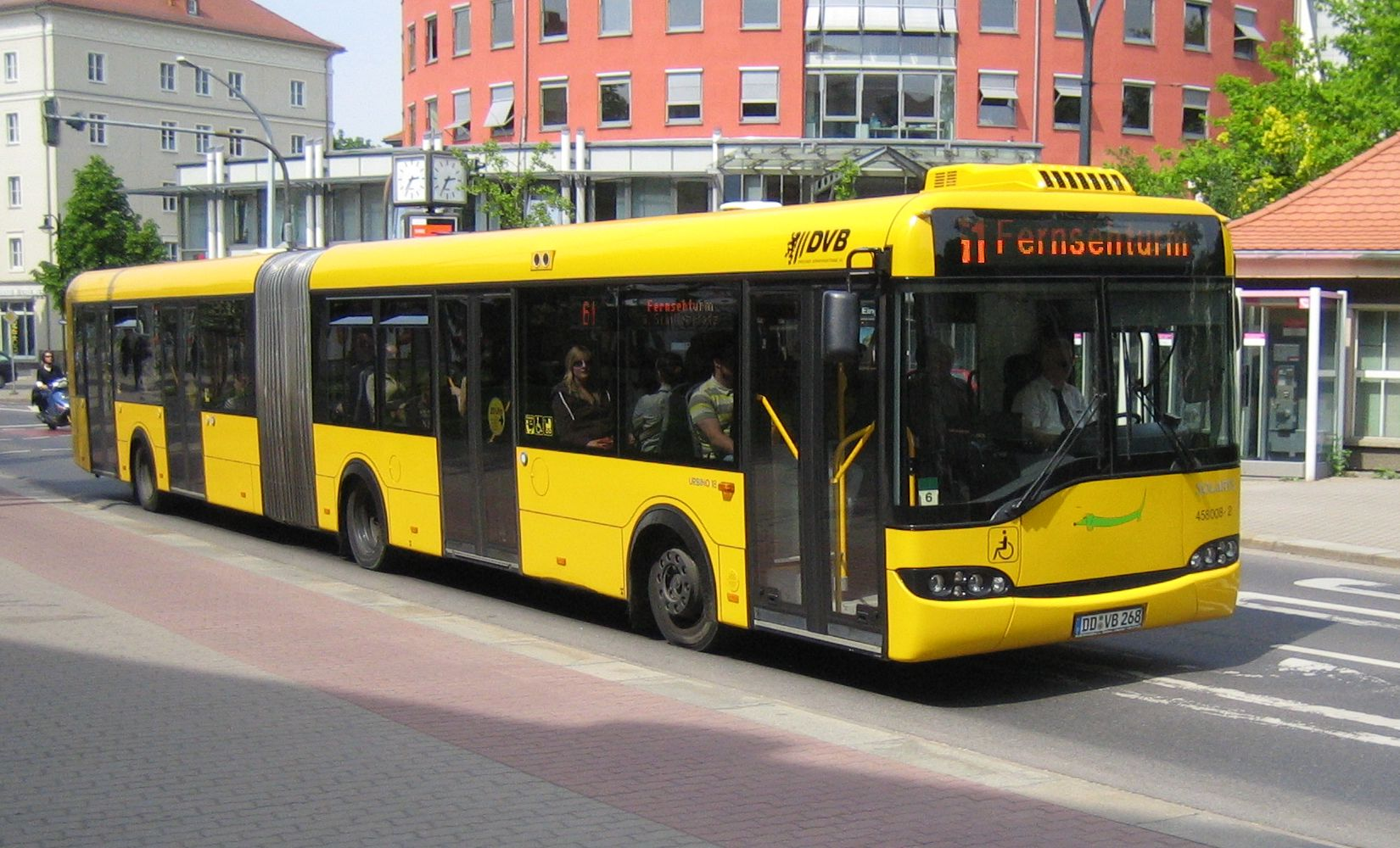
Urbino 18

### III generacja
Od 2005 do 2018 r. dostępne były autobusy Solaris Urbino III generacji. Tym razem w designie autobusu zaszły duże zmiany – zrezygnowano z zaokrągleń wzdłuż linii dachu, zmieniono kształt linii przedniej szyby, kształt oprawek przednich i tylnych reflektorów, a także nadkoli. Przeniesiono również boczny wyświetlacz kierunkowy nad linię okien. W nowej generacji zmieniono także konstrukcję tzw. wieży silnika. Od nowej generacji Urbino dostępne były także zupełnie nowe modele – Alpino 8,6, Alpino 8,9 LE czy też Urbino 12 LE oraz Urbino 15 LE. Modele niskowejściowe (ang. low entry, LE) są przeznaczone głównie dla przewoźników podmiejskich i międzymiastowych.
W 2006 r. Solaris zaprezentował pierwszy na świecie autobus hybrydowy w seryjnej produkcji – Solaris Urbino 18 Hybrid. Konstrukcja ta powstała we współpracy Solarisa z koncernem Alisson Transmission. Funkcję silnika spalinowego pełniła jednostka amerykańskiego przedsiębiorstwa Cummins. Podczas premiery na targach IAA w Hanowerze Krzysztof Olszewski powiedział: „Diesel umarł! Niech żyje elektryczność!”. W 2008 r. zaprezentowano udoskonaloną wersję hybrydowego Urbino 18.
Podczas targów IAA Nutzfahrzeuge w Hanowerze, które odbyły się w dniach 25 września – 2 października 2008, zaś w Polsce na wystawie Transexpo w Kielcach w październiku 2008 r. zadebiutował prototypowy model Solaris Urbino 12 New Edition, tzw. generacji 3,5. Przy zachowaniu nadwozia z III generacji otrzymał on część rozwiązań z wnętrza z projektowanej dopiero IV generacji autobusów. Zastosowane rozwiązania zmierzają do poprawienia stylistycznego i doświetlenia wnętrza. Przeprowadzono także drobne zmiany stylistyczne na zewnątrz autobusu.
W 2009 r. miała miejsce premiera nowej rodziny autobusów międzymiastowych Solaris InterUrbino – początkowo w wersji 12-metrowej, a od 2011 r. także w przedłużonej wersji o długości 12,8 m.
W 2011 r. Solaris zaprezentował pierwszy w pełni elektryczny model autobusu – Urbino 8,9 LE electric. Początkowo odległość, którą pojazd mógł pokonać na jednym ładowaniu wynosiła tylko 100 km, jednak z czasem uległa ona zwiększeniu za sprawą zastosowania coraz nowocześniejszych akumulatorów w pojeździe. W 2012 r. zaprezentowano kolejne modele bezemisyjne – Urbino 12 electric oraz Urbino 18 electric. 2014 r. przyniósł premierę pierwszego modelu przedsiębiorstwa Solaris napędzanego ogniwem paliwowym. Solaris Urbino 18,75 electric przeznaczony dla przewoźnika Hochbahn Hamburg został wyposażony w normalne baterie trakcyjne, tak jak jego krótsi odpowiednicy, lecz dodatkowo istnieje możliwość doładowywania ich za pomocą wodoru. Solaris wyprodukował dwa egzemplarze tego pojazdu.
W 2012 r. poszerzono ofertę modeli niskopodłogowych o dwie nowe wersje długościowe: Solaris Urbino 12,9 oraz Solaris Urbino 18,75. Pośrednim między autobusami typowo miejskimi a międzymiastowymi został podmiejski Urbino 12 Ü (niem. Überland – regionalny), który zadebiutował na targach IAA Nutzfahrzeuge w Hanowerze we wrześniu 2012. Zamiast klasycznej zabudowy wieżowej zastosowano w nim zabudowę amfiteatralną z leżącym silnikiem z rodziny MAN D20. Do 44 powiększono liczbę miejsc siedzących umieszczonych na podestach. Wyprodukowano jednak jedynie prototypowy egzemplarz eksploatowany przez PKS Poznań.
W 2015 r. dla przewoźnika z niemieckiego Karlsruhe wyprodukowano 5 egzemplarzy Urbino 10,9 LE na bazie modelu Alpino 8,9 LE. Zostały one dodatkowo obniżone do 2,72 m, natomiast klimatyzacja została umieszczona na tyle pojazdu. Takie rozwiązanie zostało wymuszone przez przebieg jednej z linii autobusowych pod niskim wiaduktem, pod którym zwykłe autobusy nie mogą przejeżdżać.
Ostatnie autobusy III generacji opuściły fabrykę w 2018 roku, do historii przeszedł także sam Solaris Urbino 15 – nie jest planowana nowa odsłona tego modelu, ostatni egzemplarz tego typu trafił do MPK Legnica. Podobny los spotkał najkrótszy model Alpino 8,6. Ostatnim modelem wycofanym w 2018 r. jest Urbino 10, które zostało zastąpione przez Urbino 10,5. Jedynym autobusem III generacji pozostającym w produkcji do dziś jest Solaris Urbino 8,9.

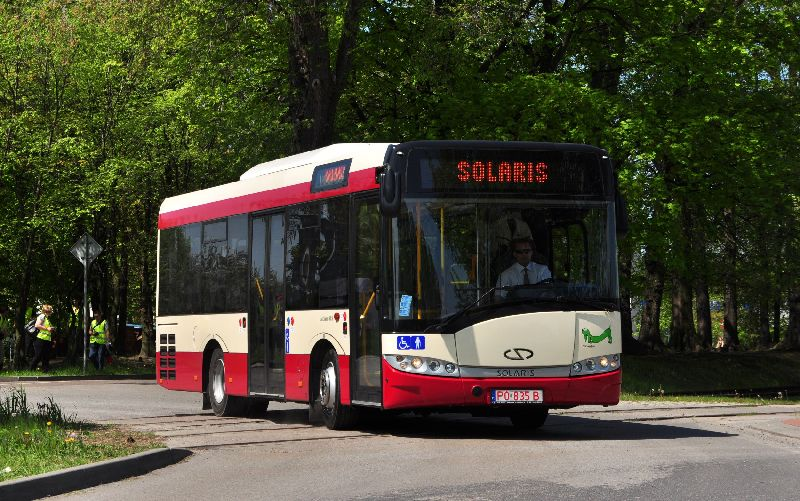
Alpino 8,9 LE
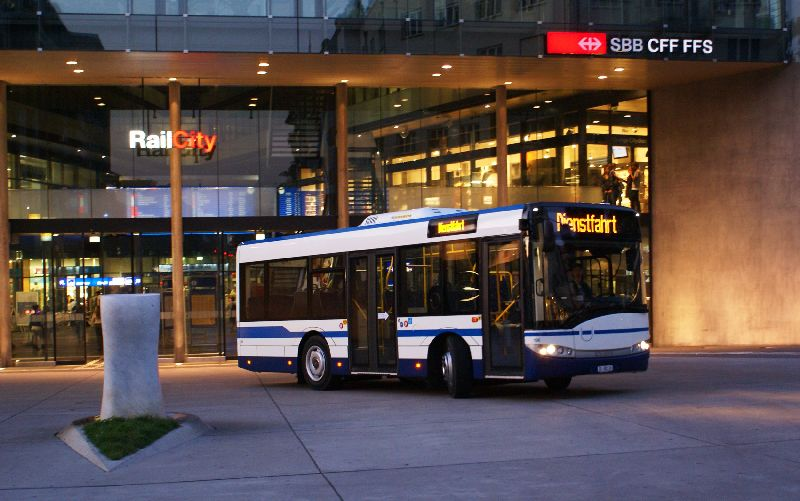
Alpino 8,6
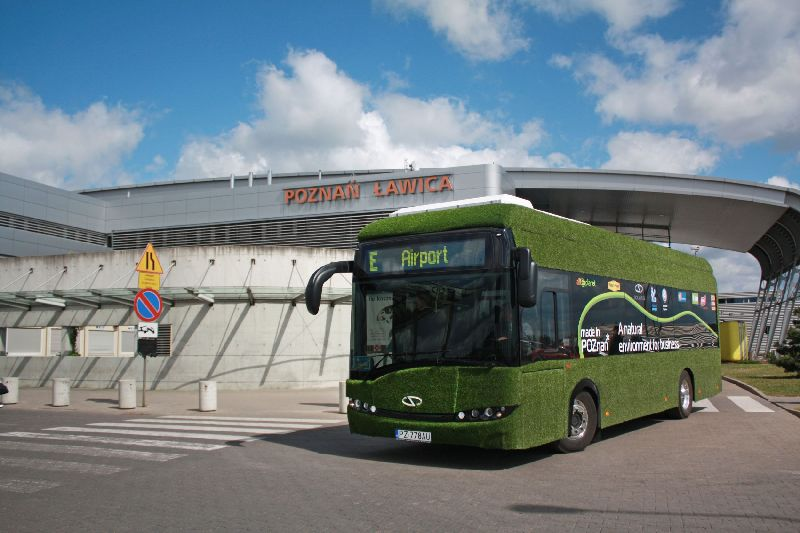
Urbino 8,9 LE electric
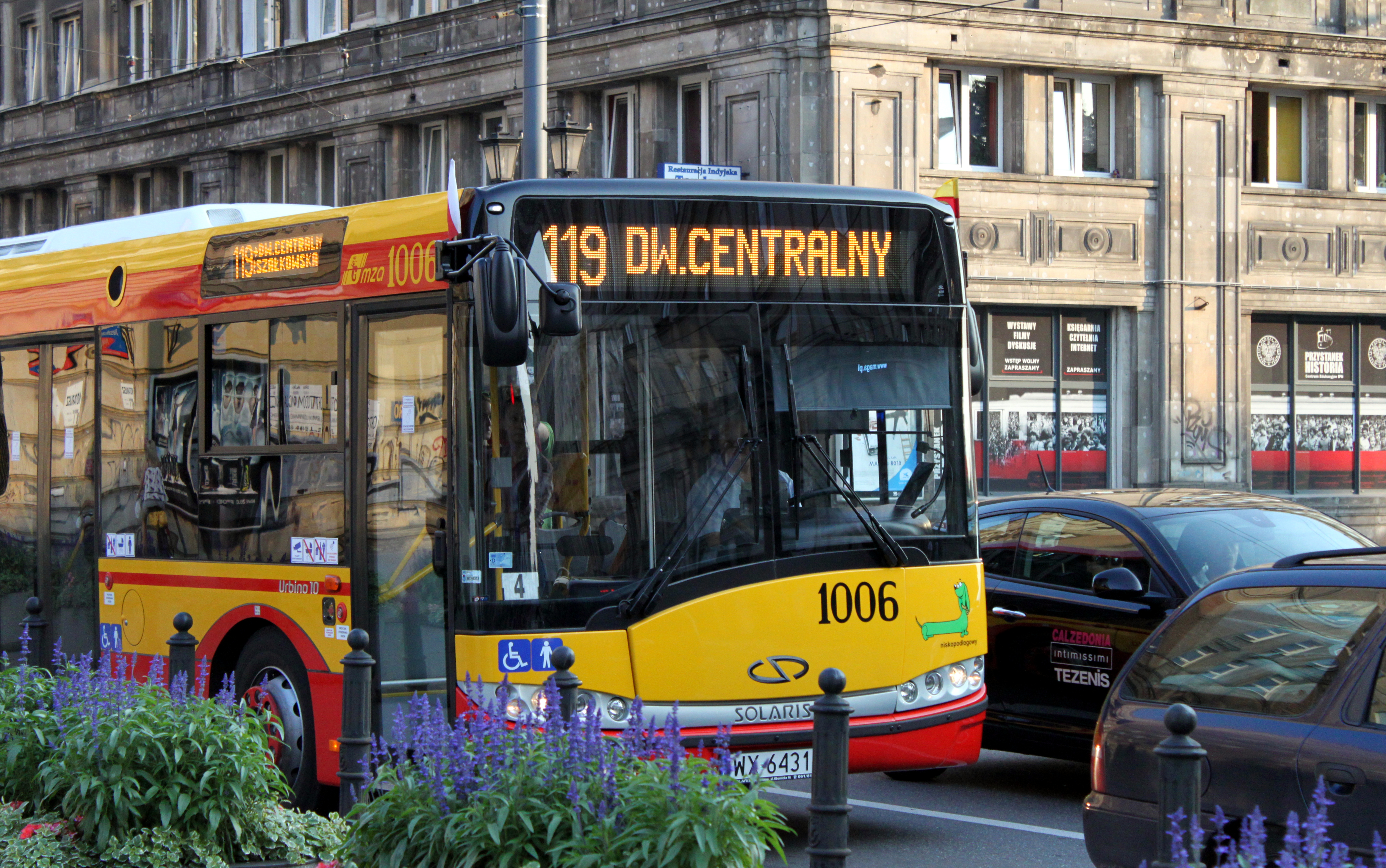
Urbino 10
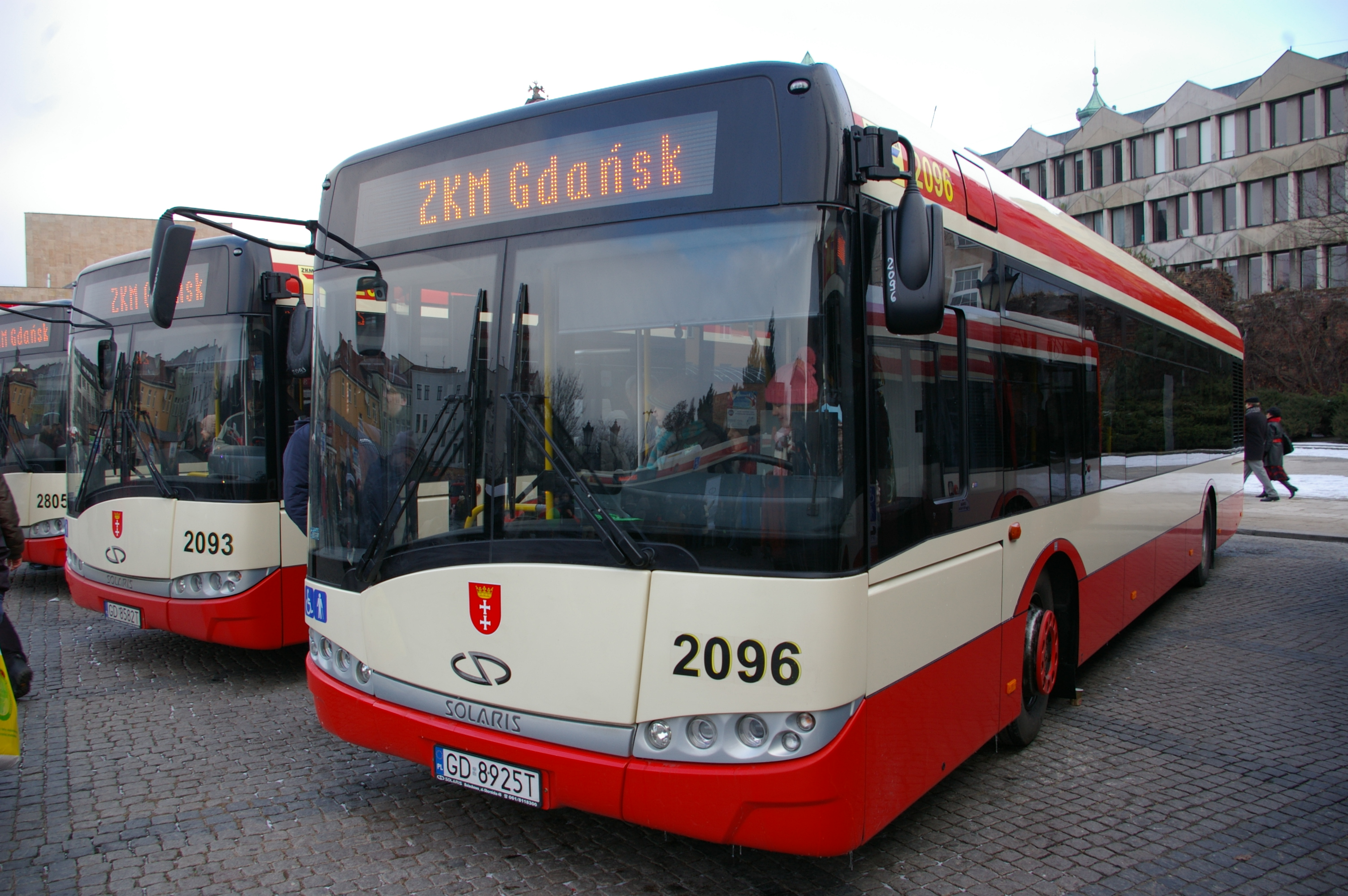
Urbino 12
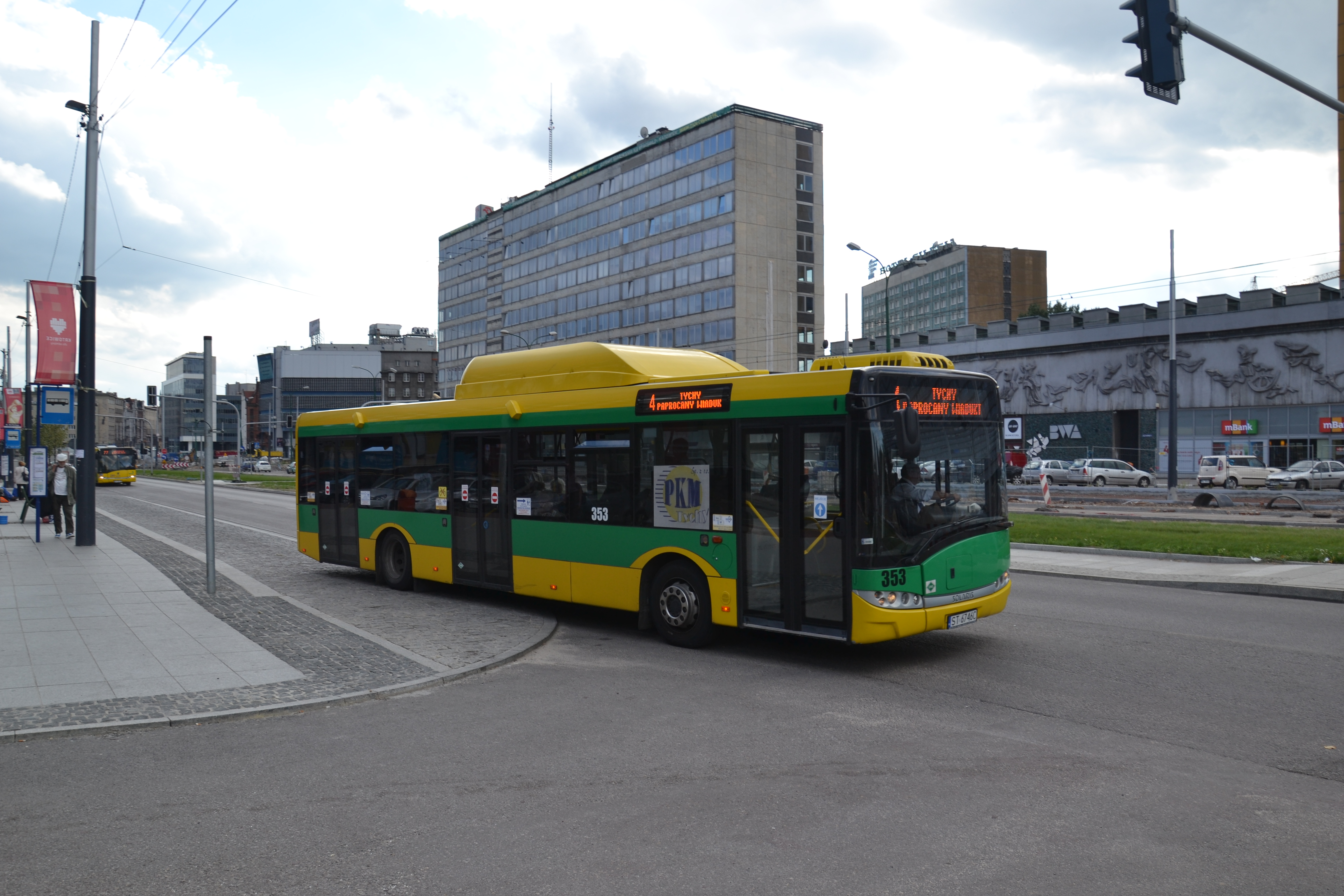
Urbino 12 CNG
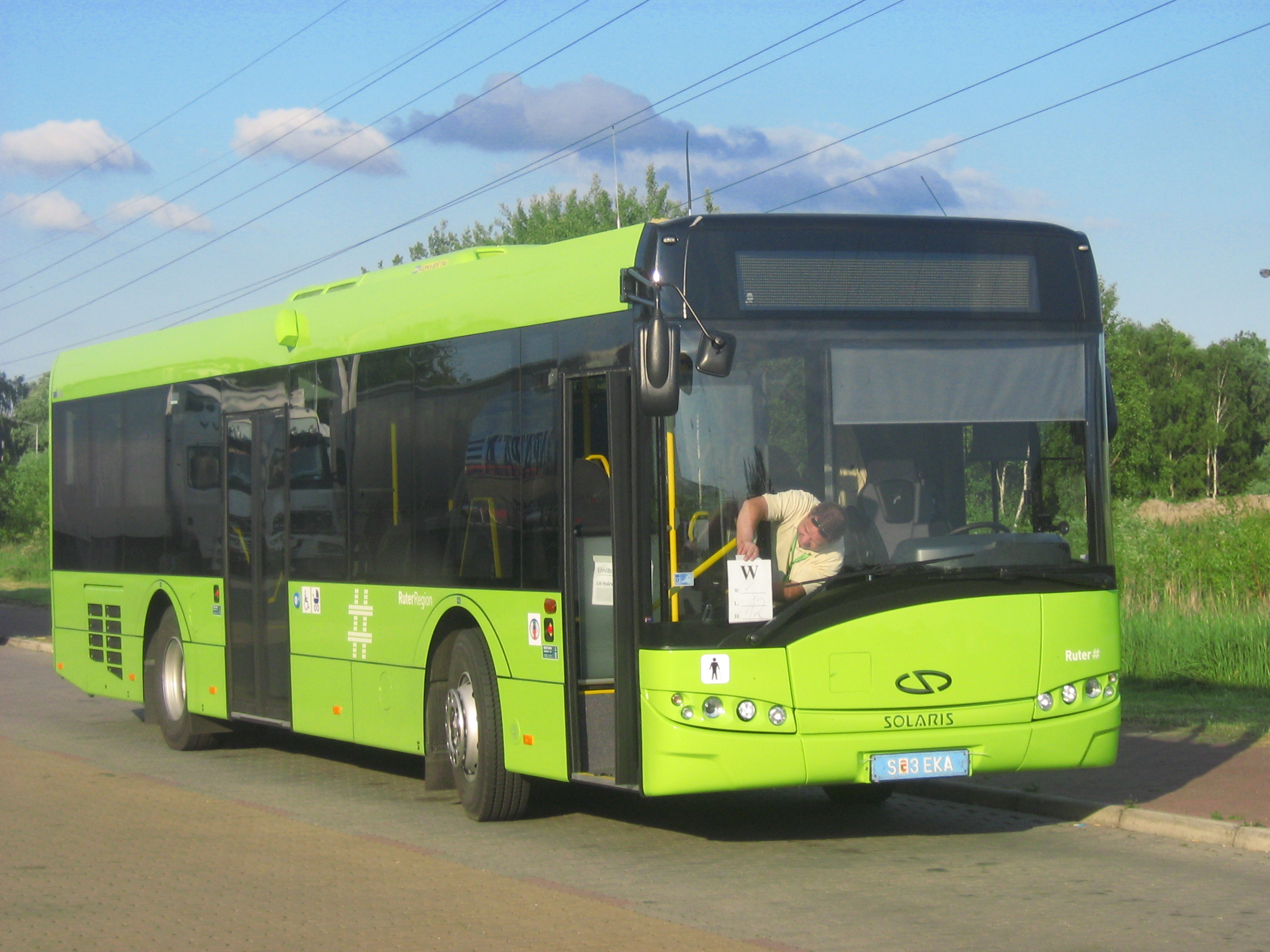
Urbino 12 LE CNG
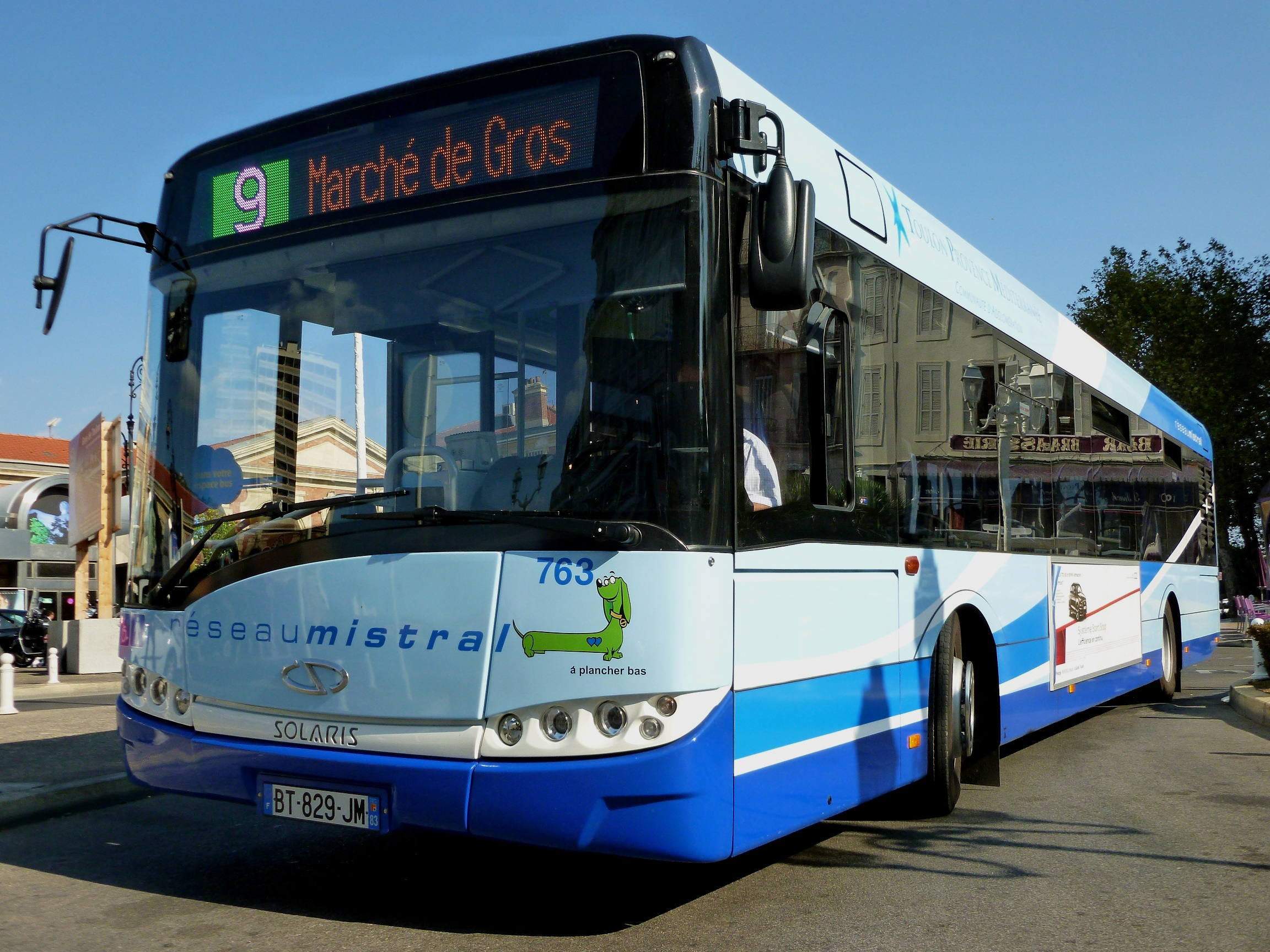
Urbino 12 Hybrid
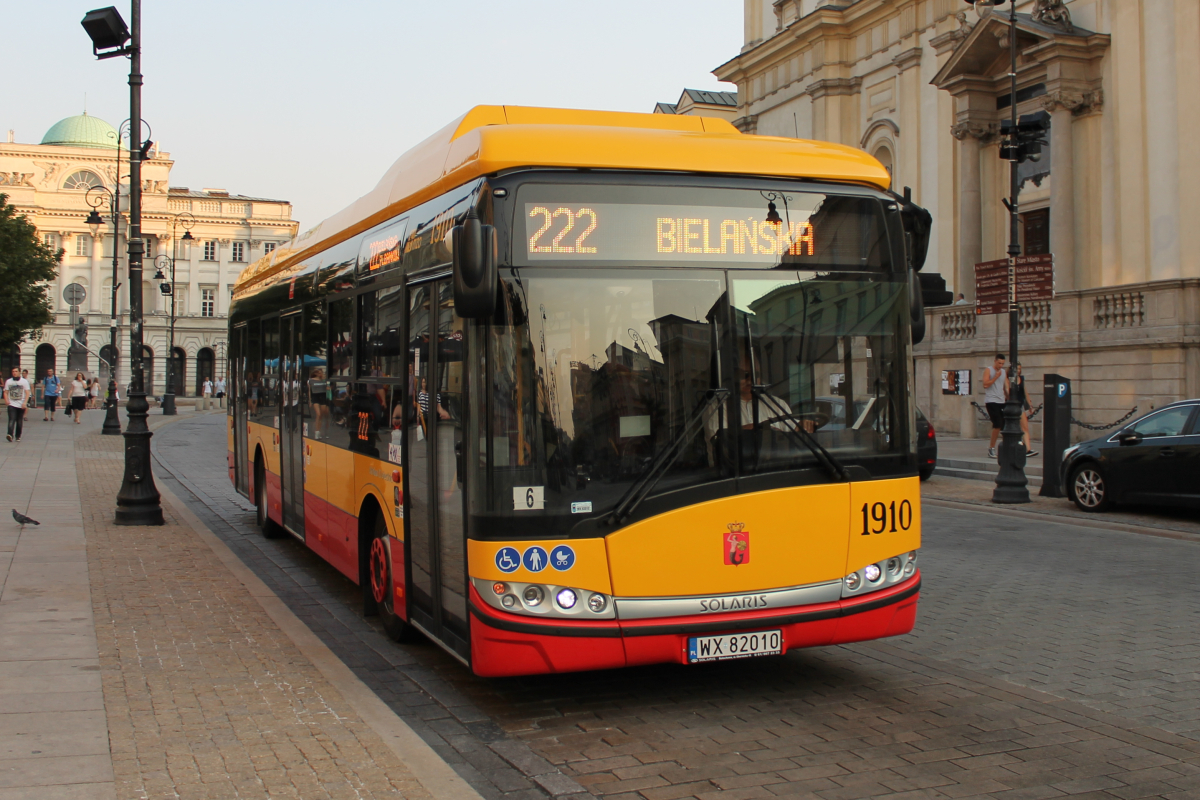
Urbino 12 electric
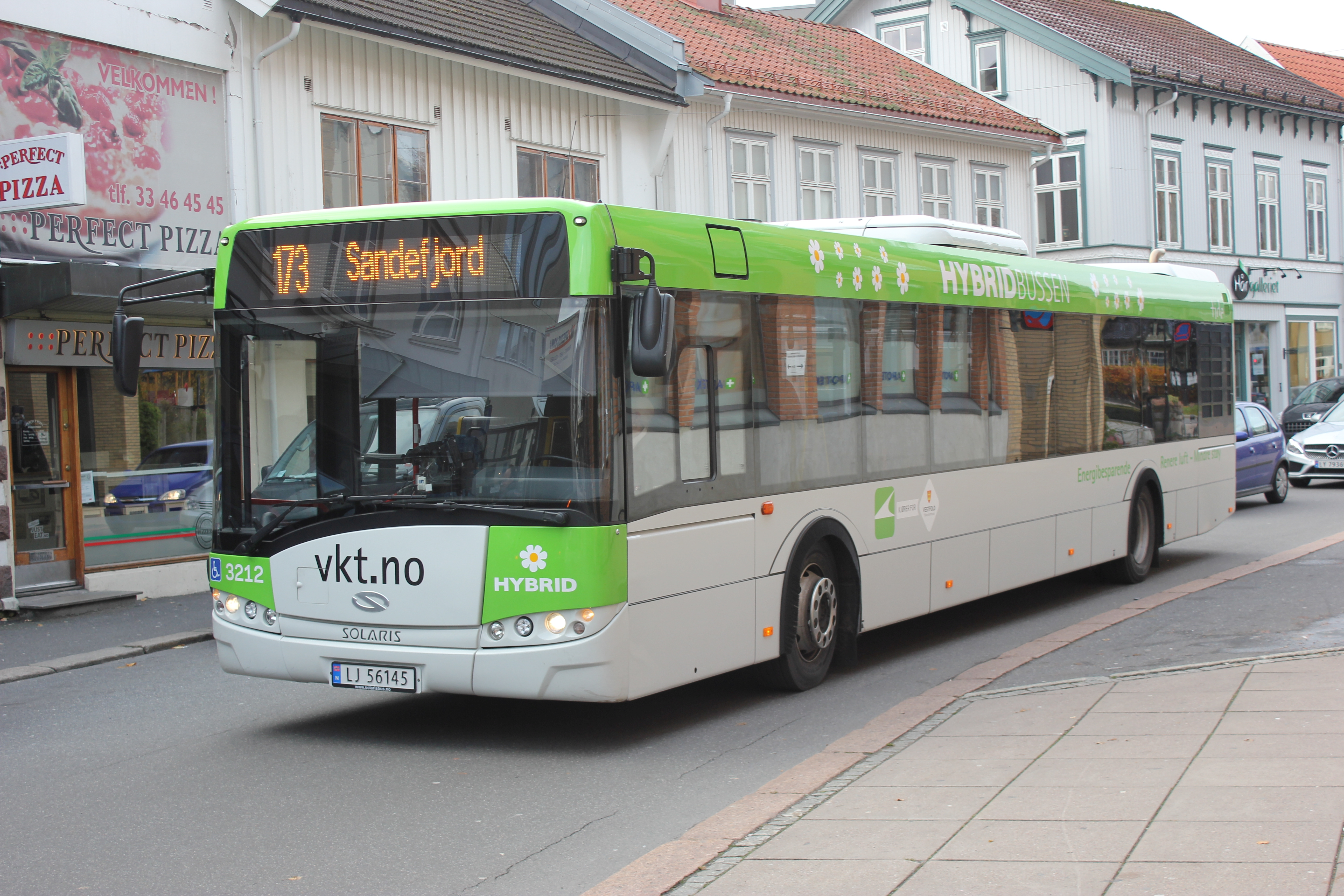
Urbino 12,9 Hybrid
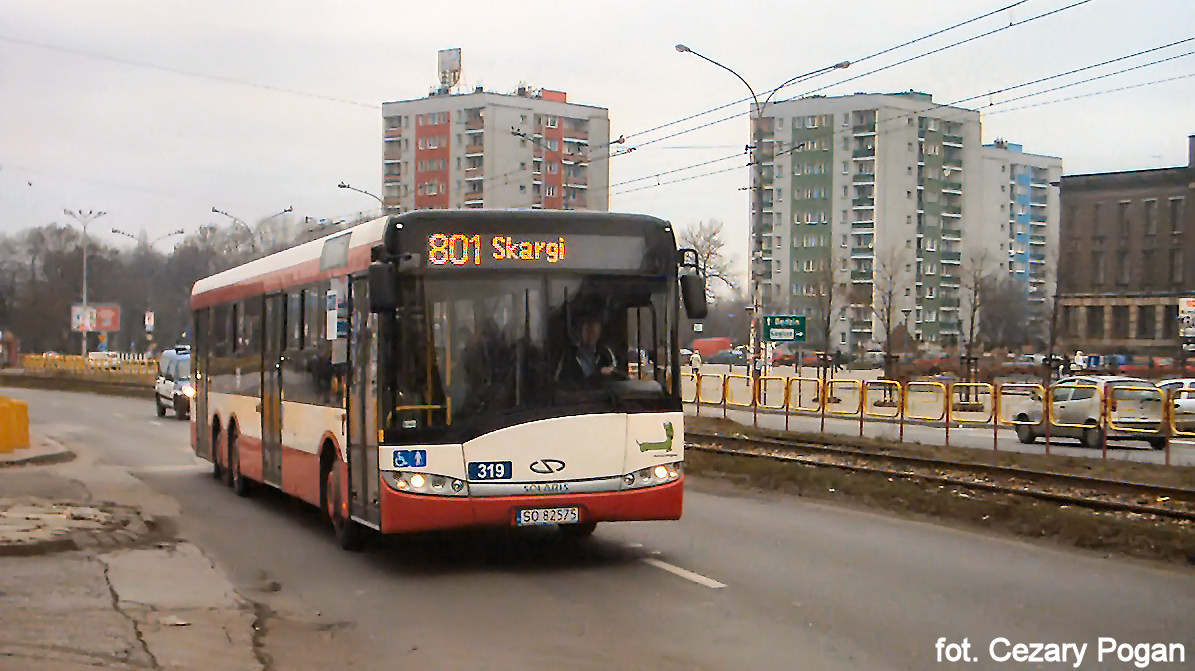
Urbino 15
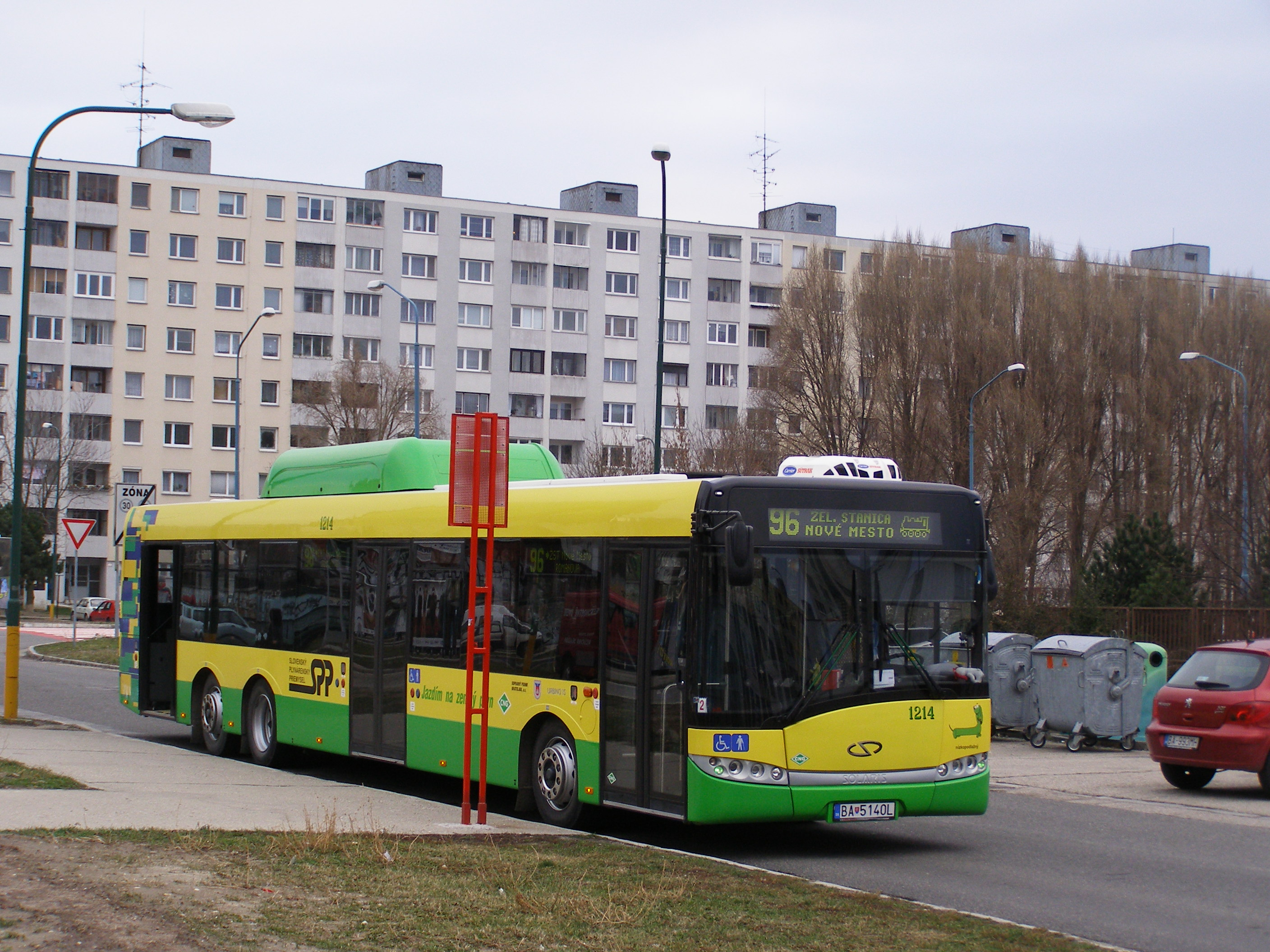
Urbino 15 CNG
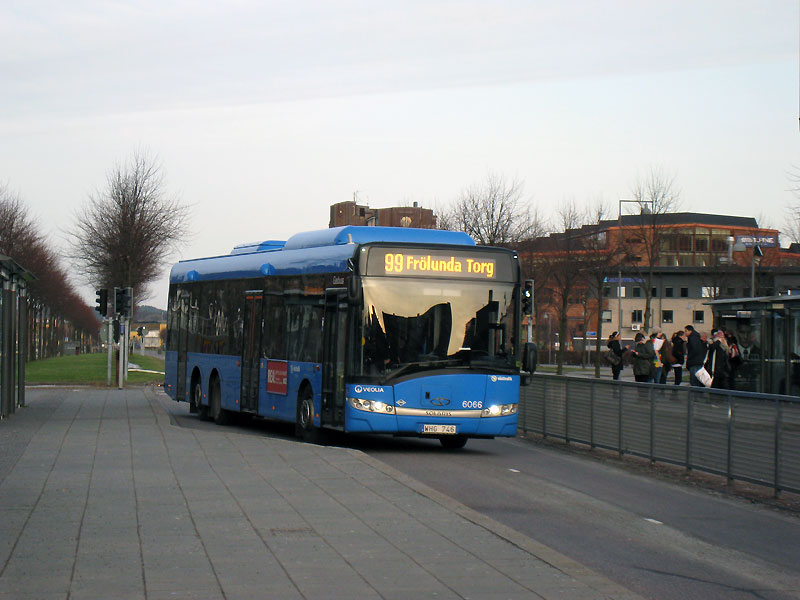
Urbino 15 LE CNG
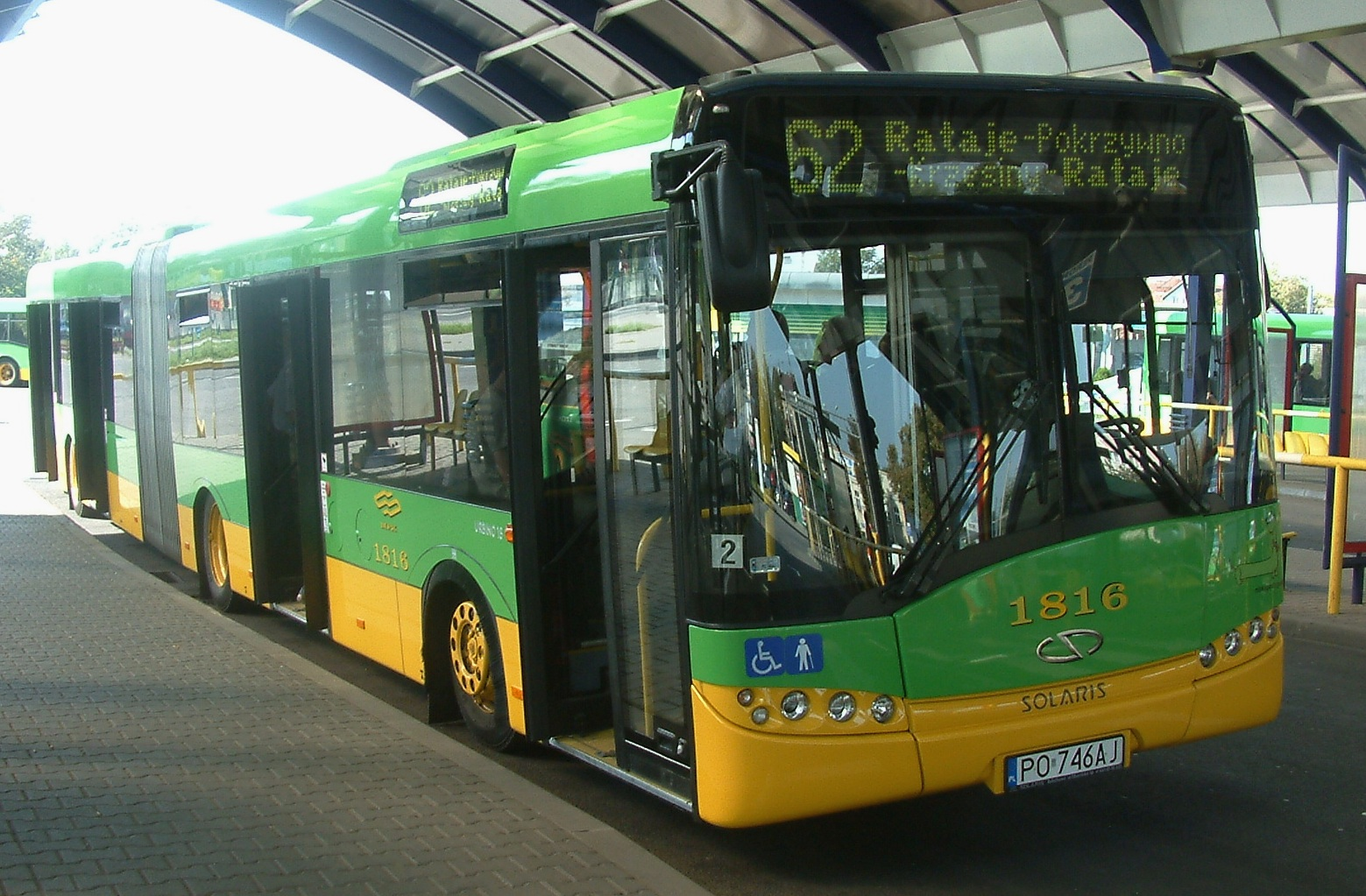
Solaris Urbino 18
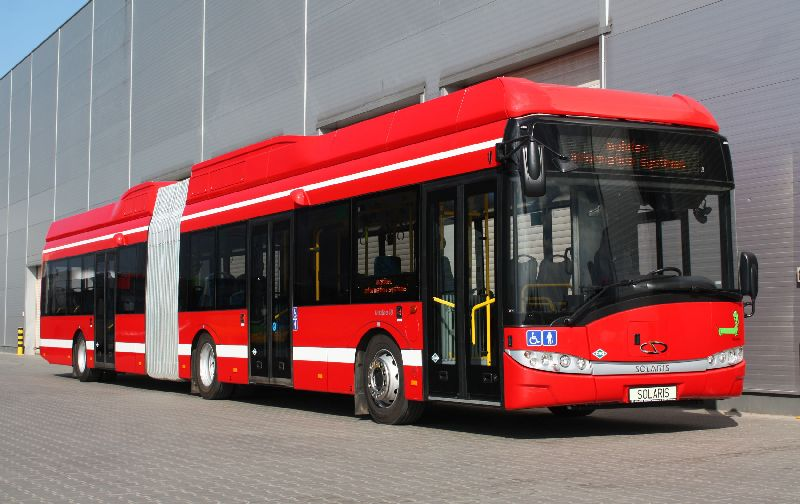
Urbino 18 CNG
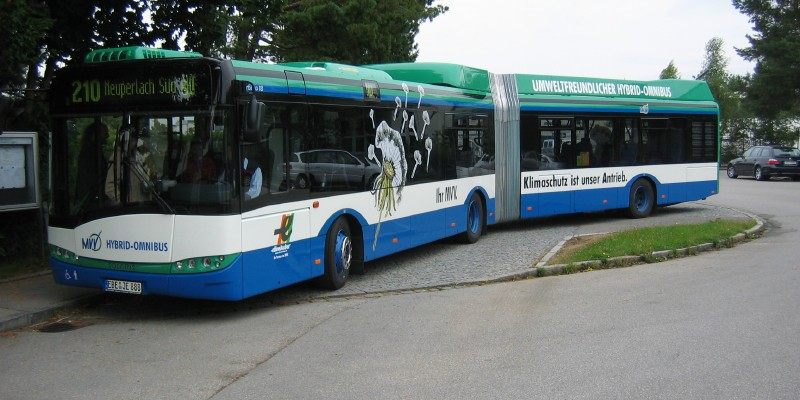
Urbino 18 Hybrid
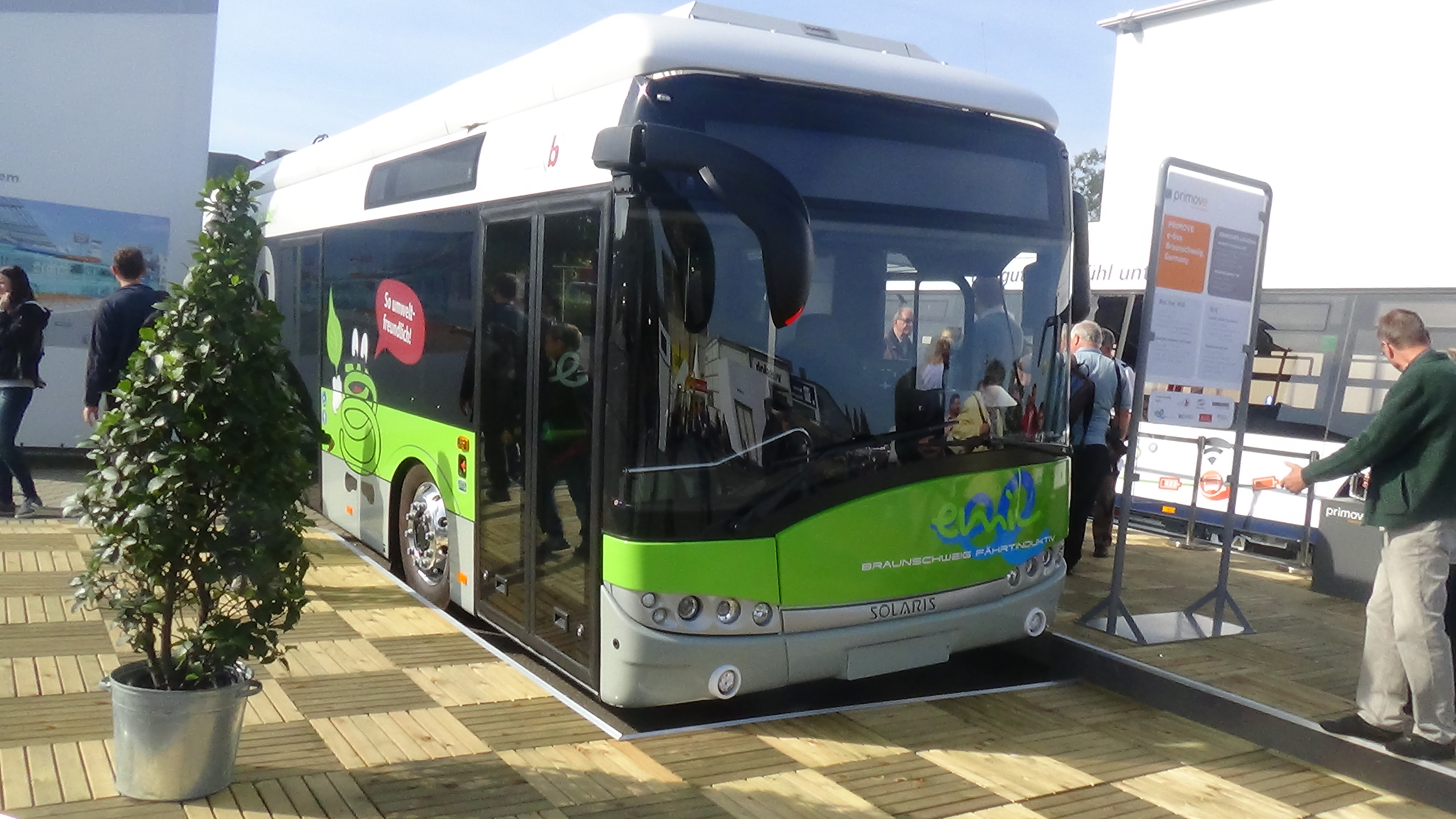
Urbino 18 electric
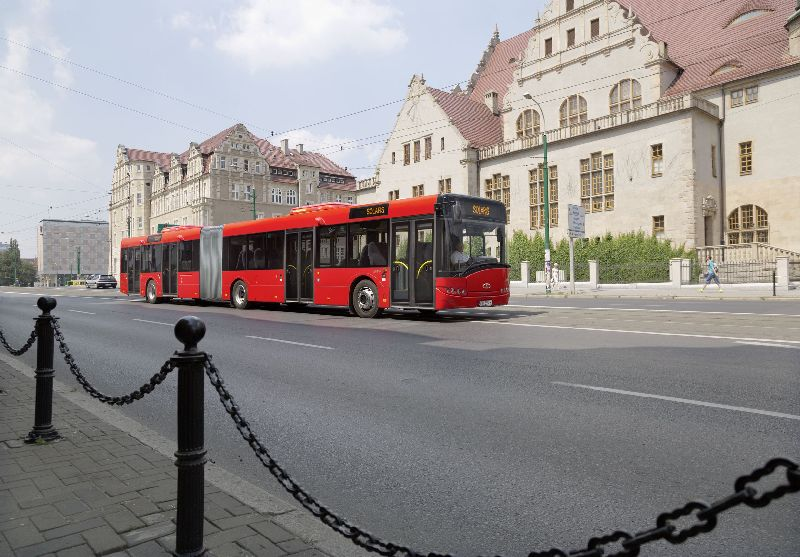
Urbino 18,75
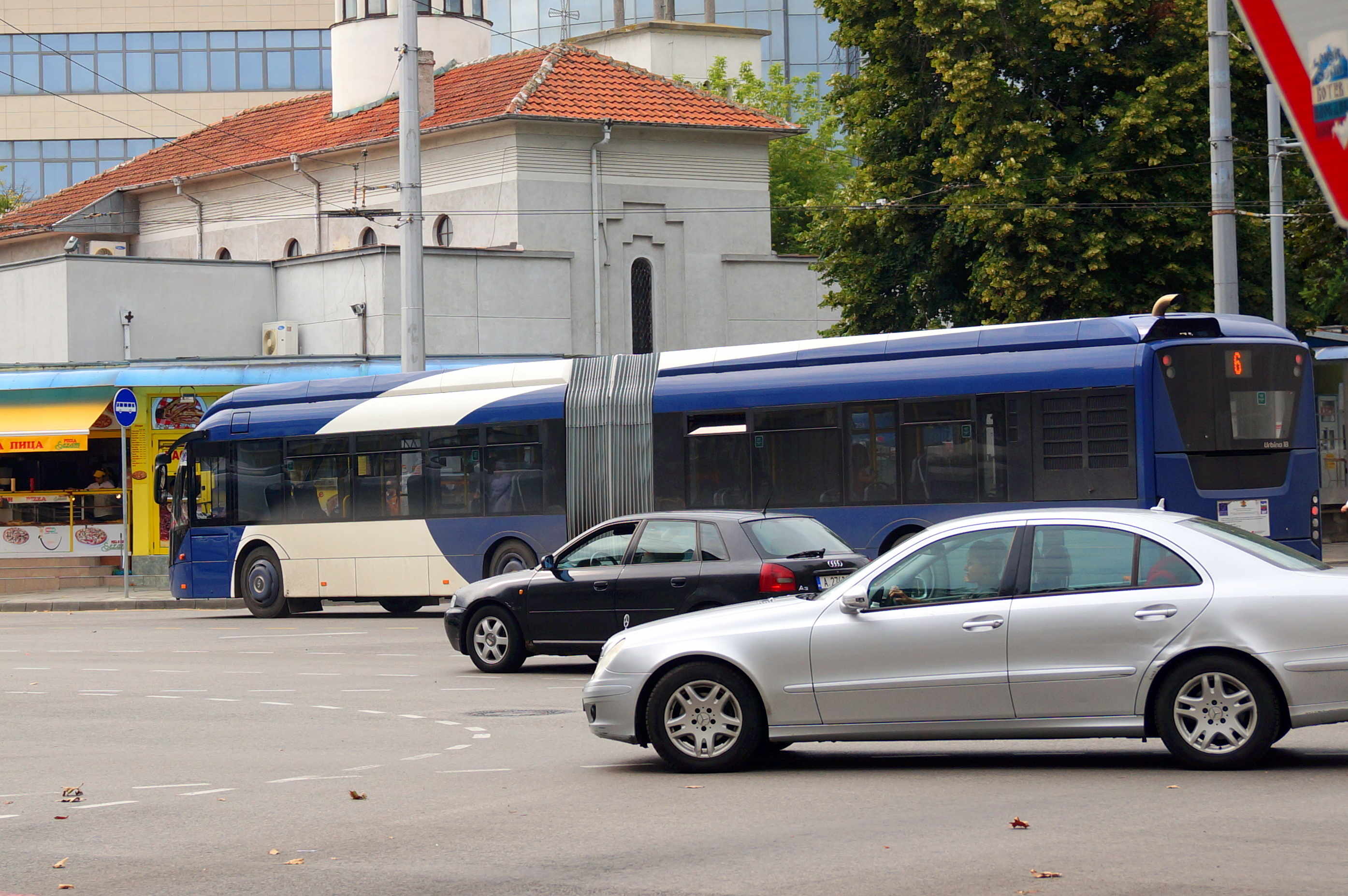
Urbino 18 Metro Style
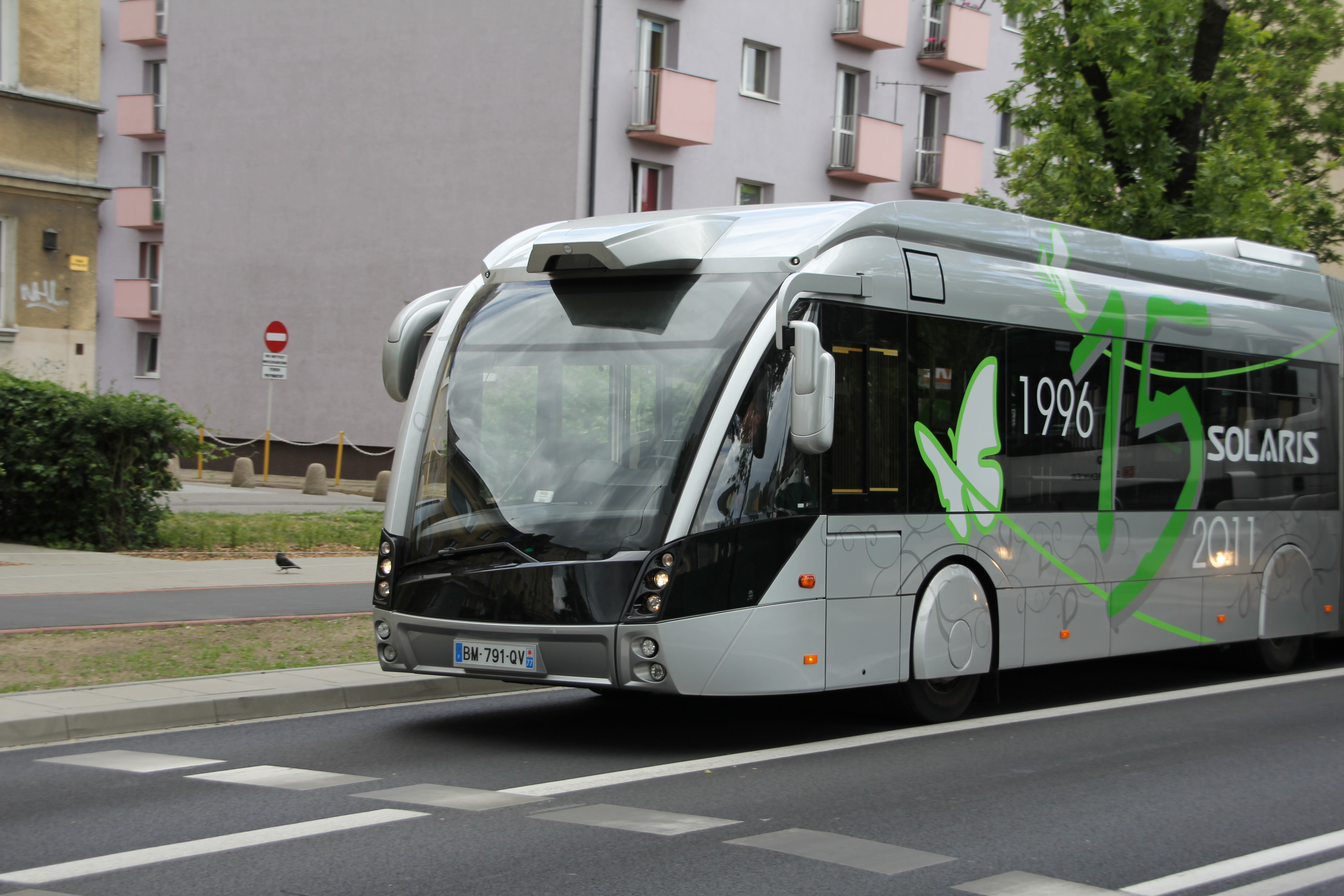
Urbino 18 Hybrid Metro Style

### IV generacja
W 2014 r. swą premierę podczas targów IAA w Hanowerze oraz polską premierę na Transexpo w Kielcach miał nowy Solaris Urbino IV generacji. Zupełnie zmienił się design pojazdów, wprowadzono nową, bardziej dynamiczną stylistykę, zastosowano nowe materiały. Zmianom uległo także wnętrze. Początkowo zaprezentowano jedynie modele Urbino 12 i Urbino 18 z napędem tradycyjnym. Produkcja autobusów nowej generacji ruszyła w kolejnym roku, pierwsze Solarisy Urbino 12 IV wyjechały na ulice Monachium, a niedługo później w Polsce w Wejherowie i Grudziądzu. W kolejnym roku do grona autobusów IV generacji dołączył model Urbino 12 LE oraz Urbino 12 electric. W 2016 r. pokazano natomiast hybrydowe Urbino 12 hybrid, Urbino 12 CNG oraz następcę Urbino 10 – Urbino 10,5. W 2017 r. zaprezentowano nową odsłonę Urbino 18 electric. Do oferty weszły także modele Urbino 18 CNG i Urbino 18 hybrid IV generacji.
W 2016 r. Solaris ogłosił, iż Urbino 12 electric weźmie udział w „Bus Euro Test 2016” – międzynarodowym konkursie, w trakcie którego zostaje wybrany autobus, który uzyska tytuł „Autobusu Roku”. Testy odbyły się na przełomie maja i czerwca 2016 r. na ulicach Brukseli. O tytuł walczyło pięć pojazdów, w tym cztery elektryczne. W efekcie Solaris wygrał, a Urbino 12 electric uzyskało tytuł „Bus of the Year 2017”.
Podczas targów Transexpo w październiku 2018 r. miała miejsce premiera autobusu niskowejściowego Solaris Urbino 12 LE lite hybrid. Autobus jest nakierowany głównie na niskie koszty eksploatacji związane z niższym zużyciem paliwa. Jednocześnie zaprezentowano facelifting całej rodziny autobusów Solaris Urbino. Główne zmiany dotyczą przedniej ściany autobusu. Wprowadzono zaokrąglone kanty, poprawiając aerodynamikę pojazdu, zmieniono kształt przedniej szyby, tak by zapewniała lepszą widoczność kierowcy, a także dotychczasowe przednie światła zamieniono innymi – pięć reflektorów zastąpiono trzema. Zmiany objęły także kształt górnych osłon dachu, które mają lepsze parametry oporów powietrza i lepiej odprowadzają wodę w czasie deszczu. Podczas premiery targowej przedstawiono modele Urbino 12 electric i Urbino 12 hybrid w nowej odsłonie, a także premierowe Urbino 12 LE lite hybrid. Nowy design IV generacji Urbino miał jednak swoją przedpremierę – kilka dni przed targami dostarczono pierwsze autobusy Solaris Urbino 12 hybrid dla MZK Pabianice.
W 2019 r. podczas wystawy UITP w Sztokholmie zaprezentowano napędzany w 100% przez wodorowe ogniwo paliwowe autobus elektryczny Solaris Urbino 12 hydrogen. Jeszcze przed premierą uzyskał on nagrodę niemieckiego czasopisma „Busplaner” w kategorii „pojazd koncepcyjny”. Pierwszymi odbiorcami tego modelu mają być przewoźnicy z Bolzano, Wuppertalu i Kolonii. W 2020 r. do oferty został włączony model Urbino 18 plug-in hybrid, czyli 18-metrowy autobus z napędem hybrydowym o zwiększonym udziale napędu bateryjnego i większych możliwościach jazdy bezemisyjnej w stosunku do modelu Urbino 18 hybrid oraz model Urbino 12 mild hybrid o mniejszej mocy zastosowanego silnika elektrycznego w stosunku do modelu Urbino 12 hybrid. Takie rozwiązanie będące rozwinięciem systemu rekuperacji energii ma na celu wspomaganie silnika spalinowego, a w efekcie zmniejszenie emisji spalin do wartości niższych niż wymagane przez normę Euro 6. Trzecim modelem zaprezentowanym w 2020 r. był niskowejściowy w pełni elektryczny Urbino 15 LE electric. Jest to pierwszy model elektrobusu Solaris przeznaczony dla ruchu międzymiastowego. Autobus jest oferowany jako klasa I – dla ruchu miejskiego oraz jako klasa II z nieco innym wyposażeniem – dla obsługi tras międzymiastowych. Jest to jedyny model 15-metrowy w ofercie producenta, jaki pozostał w produkcji w ramach IV generacji Urbino. W 2021 r. zaprezentowano  autobus klasy MIDI Urbino 9 LE electric. Autobus jest przeznaczony do transportu międzymiastowego. Jest następcą Solarisa Urbino 8,9 LE electric, który mimo to będzie nadal produkowany. Jest to jedyny model 9-metrowy w ofercie producenta. Został skonstruowany w ramach IV generacji Urbino. W tym samym roku Solaris podpisał umowę na dostawę 24-metrowych autobusów o napędzie elektrycznym w konfiguracji BRT dla duńskiego Aarhus. Model ten, Urbino 24 electric MetroStyle, ma powstać na bazie nowej platformy 24-metrowych pojazdów z napędem alternatywnym. W 2022 r. do rodziny Urbino dołączyły modele Urbino 18 hydrogen – przegubowy autobus miejski z napędem wodorowym, Urbino 18 mild hybrid oraz Urbino 18,75 electric. Urbino 18 hydrogen otrzymał tytuł autobusu roku 2025 przyznawany przez międzynarodowe jury Bus of the Year.

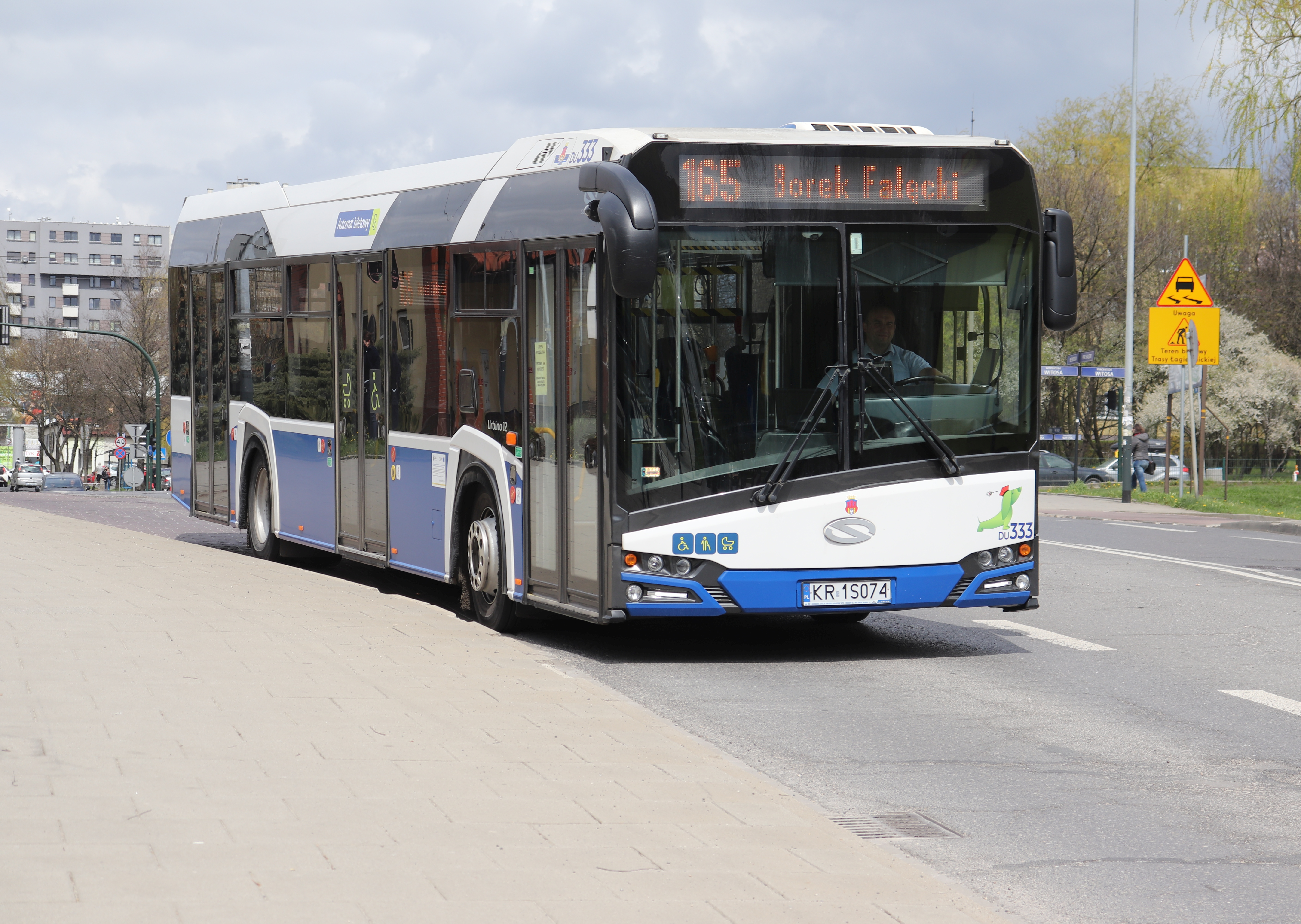
Urbino 12
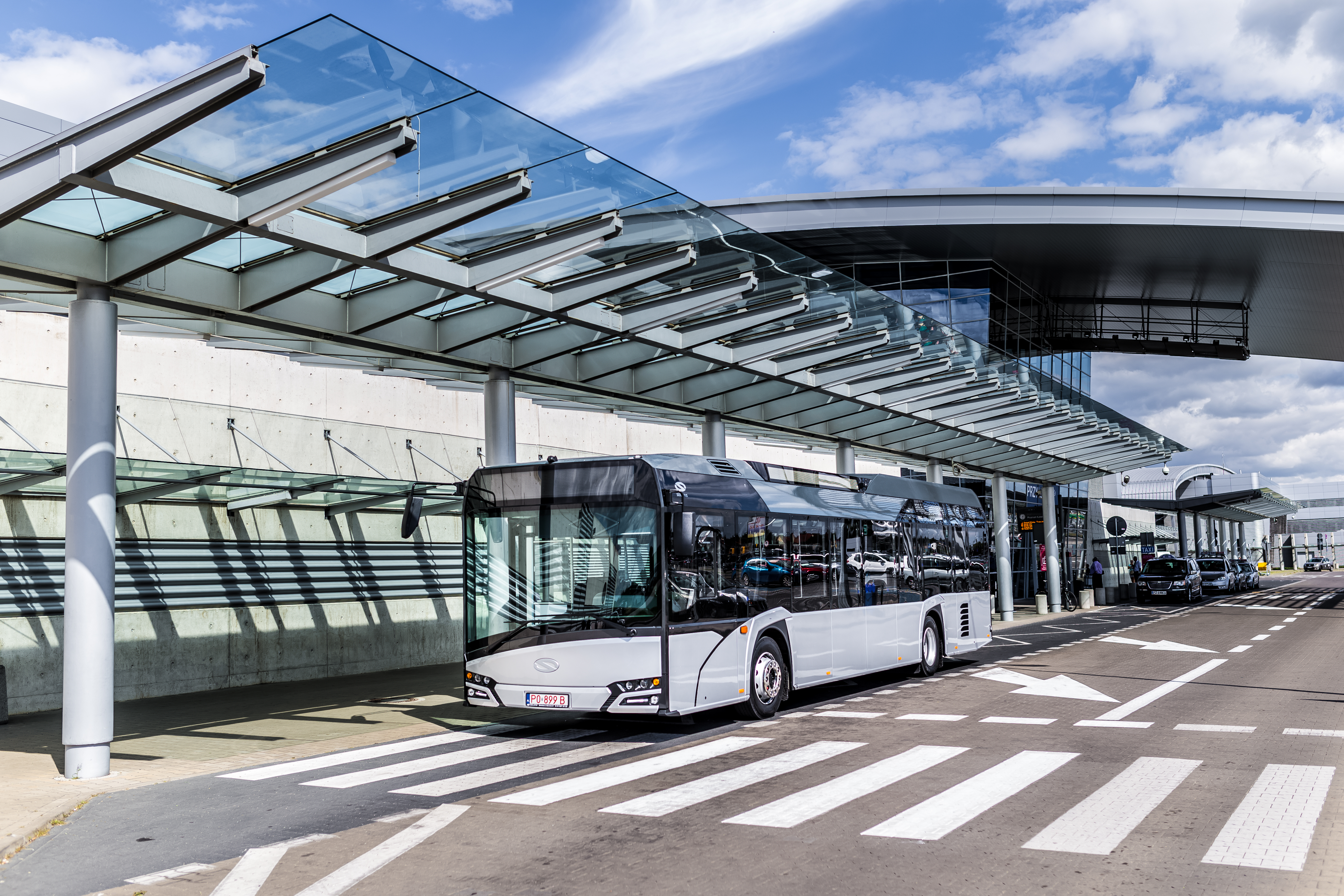
Urbino 12 LE
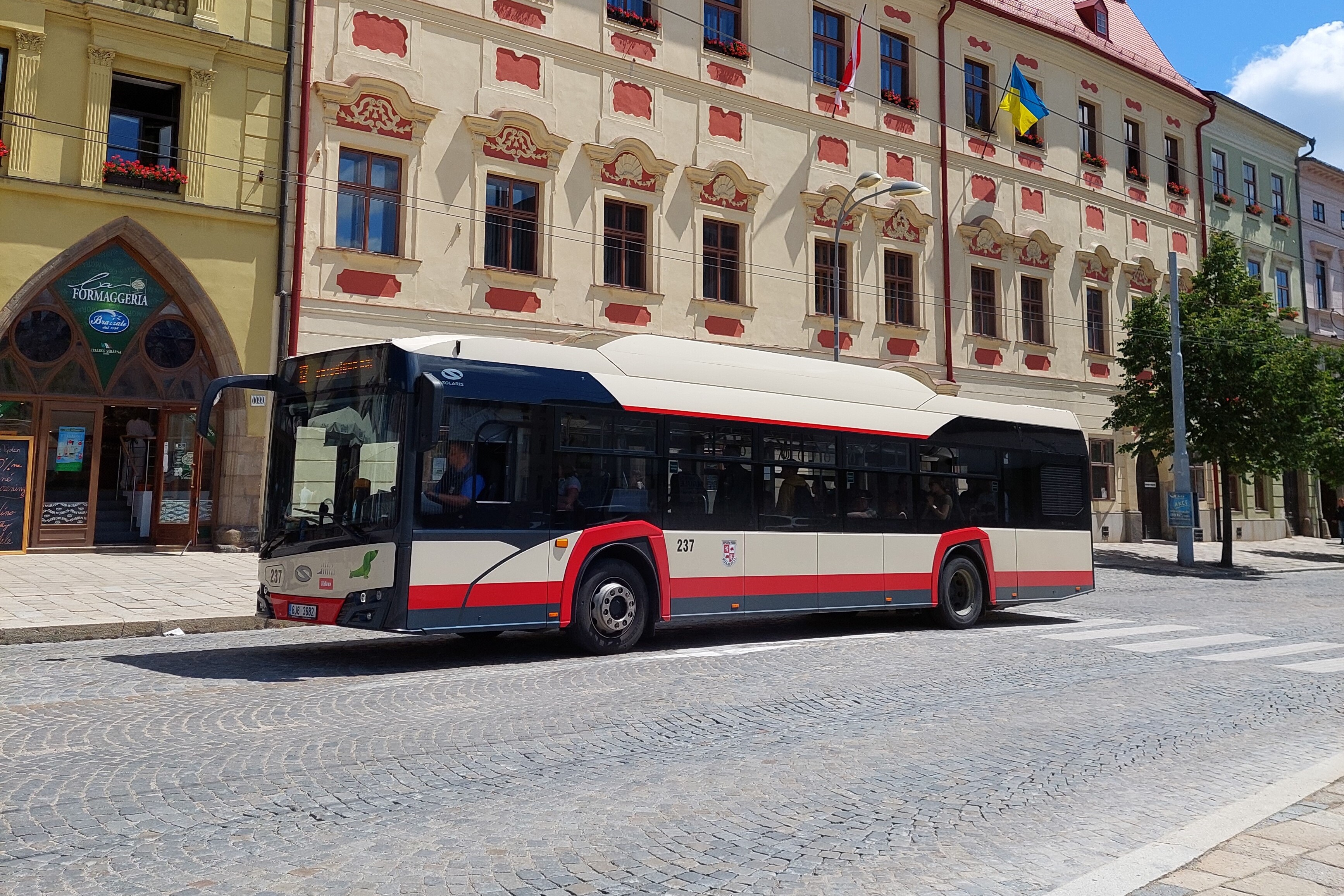
Urbino 12 CNG
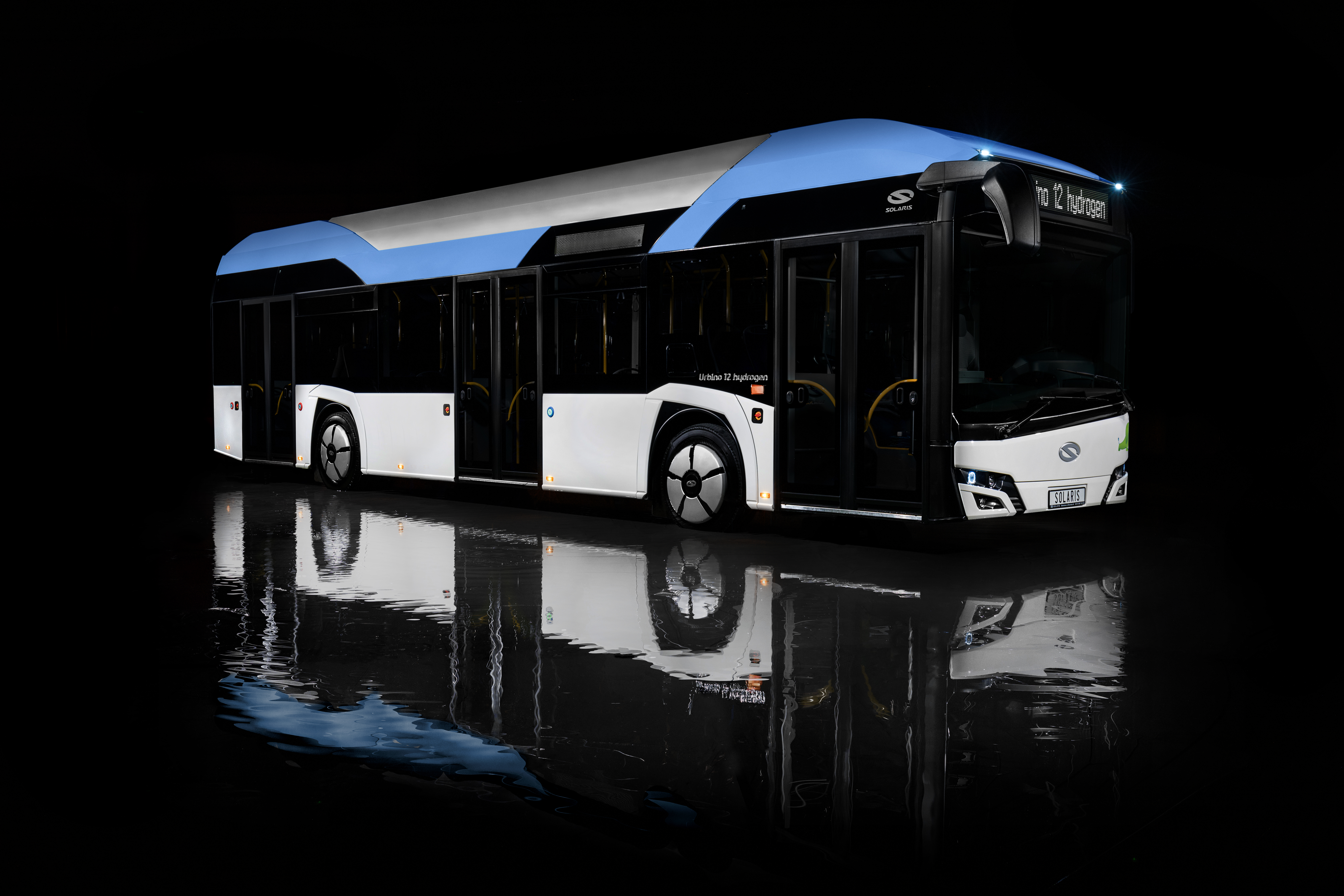
Urbino 12 hydrogen
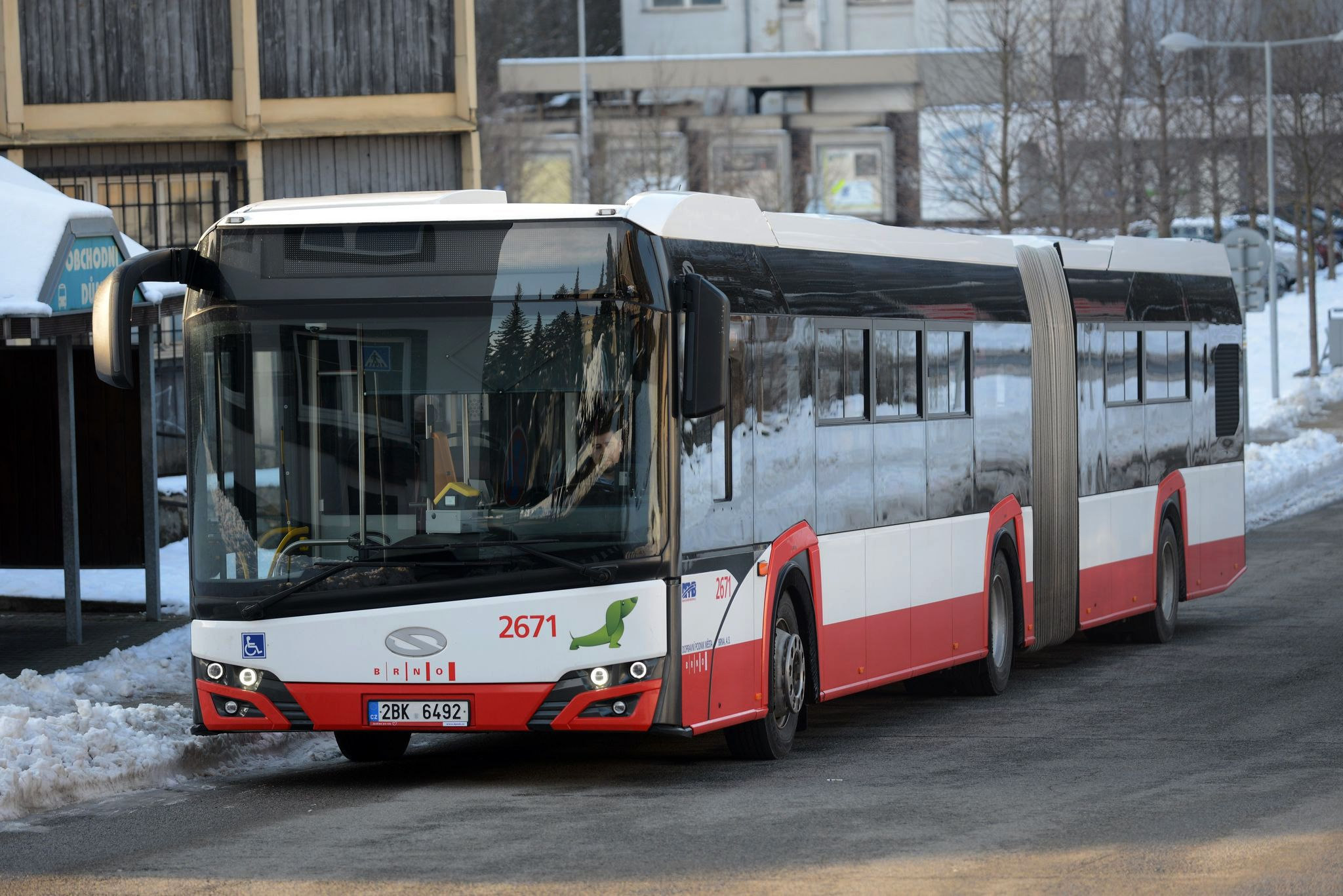
Urbino 18
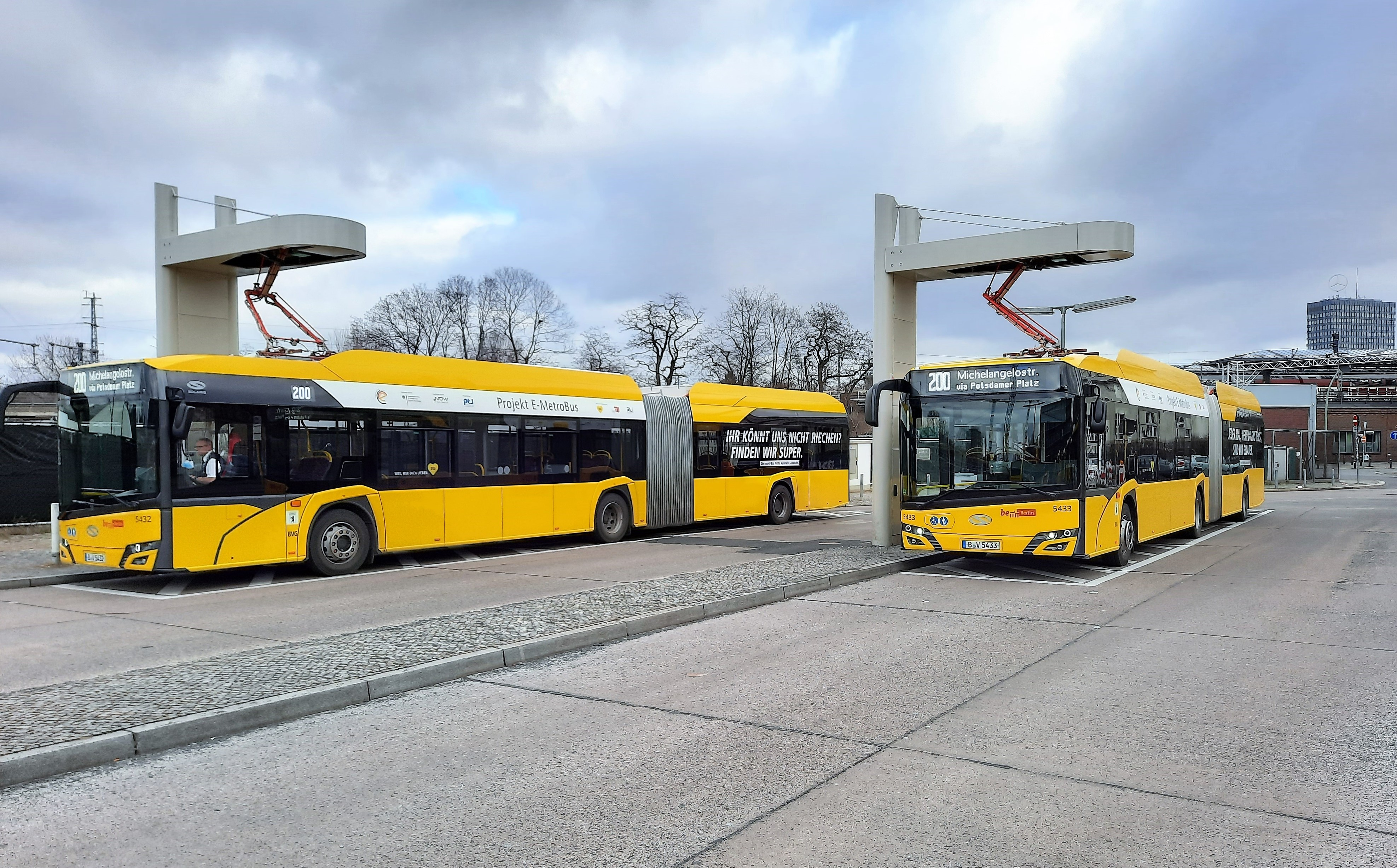
Urbino 18 electric

## Konstrukcja
W serii dostępne są autobusy o zróżnicowanej długości nadwozia (od 8,9 metra do 18,75 metrów, a w planach są dwuprzegubowe konstrukcje o długości 24 m) oraz o różnych typach silników diesla, z napędem hybrydowym lub elektrycznym. Produkowana jest także rodzina trolejbusów z napędem elektrycznym (o długościach 12, 15 i 18 metrów) Solaris Trollino.

### Jednostka napędowa
Autobusy Solaris Urbino I generacji bazowały na rozwiązaniach technicznych znanych z autobusów produkowanych przez Neoplan Polska. Dlatego też zastosowano w nich kilka rozwiązań, które wcześniej znane były z pojazdów tej marki, jak np. silnik w tzw. zabudowie wieżowej. Początkowo w autobusach Solaris wykorzystywano silniki MAN, obecnie przedsiębiorstwo bazuje na konstrukcjach Cummins lub DAF. To pierwsze przedsiębiorstwo dostarcza także silniki gazowe. Od 2006 r. Solaris produkuje autobusy spełniające normę emisji spalin EEV, a od 2013 r. Euro 6. W przypadku silników hybrydowych Solaris współpracuje z kilkoma przedsiębiorstwami, m.in. Vossloh, Alisson Transmission, Škoda Transportation, BAE Systems, a dawniej także Eaton. W autobusach elektrycznych używane są natomiast osie napędowe ZF lub centralne silniki asynchroniczne. Skrzynie biegów w autobusach są dostarczane przez ZF (skrzynie ZF Ecolife) lub Voith.

### Podwozie
Osie w pojazdach Urbino wykonuje przedsiębiorstwo ZF. Układ kierowniczy typu RB Servocom dostarcza przedsiębiorstwo Bosch. Zawieszenie typu ECAS jest wyposażone w system przyklęku (o ok. 70 mm z prawej strony). Pojazdy wyposażone są w systemy hamulcowe EBS, ABS, ASR, hamulec postojowy oraz retarder.

### Nadwozie i wnętrze
Autobusy Solaris Urbino są wykonywane na bazie szkieletu ze stali odpornej na korozję. Wszystkie panele boczne są demontowalne. W IV generacji Urbino zmieniono układ wnętrza względem poprzedniej generacji. Zbiornik paliwa został umieszczony nad przednim nadkolem lub nad środkowym nadkolem (w wersji przegubowej). Dzięki takiemu rozwiązaniu możliwe jest uzyskanie większej ilości miejsc siedzących dostępnych z niskiej podłogi. Za klimatyzację (opcja) odpowiada przedsiębiorstwo Konvekta, ogrzewanie odbywa się za pomocą grzejników konwektorowych. Jako opcja istnieje możliwość zastosowania dodatkowego ogrzewania na biopaliwo (rozwiązanie szczególnie popularne w autobusach produkowanych na rynek skandynawski). W przypadku kabiny kierowcy dostępne jest kilka wariantów, m.in. pulpit przedsiębiorstwa Actia, czy też Siemens-VDO.

### Modele lotniskowe
Na bazie autobusów niskopodłogowych o długości 12, 15 i 18 metrów powstają specjalne wersje lotniskowe. Z zewnątrz wyróżniają się dodatkowymi drzwiami po lewej stronie. We wnętrzu jest mniej foteli, za to więcej półek bagażowych i podestów na większy bagaż. Instaluje się również ekspres do kawy oraz świetlne tablice informacyjne z numerami lotu i miastem docelowym.

## Dane techniczne
Poniższa tabela przedstawia dane techniczne autobusów Solaris Urbino IV generacji (z wyjątkiem Urbino 8,9 LE i Urbino 8,9 LE electric, które są nadal produkowane w III generacji i Solaris nie planuje wprowadzenia na rynek odpowiedników w IV generacji). Stan na: luty 2018. Źródła:
|                                  |                  | Urbino 8,9 LE                                             | Urbino 10,5                                                  | Urbino 12                                                    | Urbino 18                                                 | Urbino 12 LE                                                 | Urbino 12 CNG                                             | Urbino 18 CNG                                             | Urbino 12 Hybrid                                          | Urbino 18 Hybrid                                          | Urbino 8,9 LE electric                 | Urbino 12 electric                                          | Urbino 18 electric                                        |
| Dane podstawowe:                 | Dane podstawowe: | Dane podstawowe:                                          | Dane podstawowe:                                             | Dane podstawowe:                                             | Dane podstawowe:                                          | Dane podstawowe:                                             | Dane podstawowe:                                          | Dane podstawowe:                                          | Dane podstawowe:                                          | Dane podstawowe:                                          | Dane podstawowe:                       | Dane podstawowe:                                            | Dane podstawowe:                                          |
| -------------------------------- | ---------------- | --------------------------------------------------------- | ------------------------------------------------------------ | ------------------------------------------------------------ | --------------------------------------------------------- | ------------------------------------------------------------ | --------------------------------------------------------- | --------------------------------------------------------- | --------------------------------------------------------- | --------------------------------------------------------- | -------------------------------------- | ----------------------------------------------------------- | --------------------------------------------------------- |
| Długość                          | [mm]             | 8950                                                      | 10 550                                                       | 12 000                                                       | 18 000                                                    | 12 000                                                       | 12 000                                                    | 18 000                                                    | 12 000                                                    | 18 000                                                    | 8950                                   | 12 000                                                      | 18 000                                                    |
| Wysokość                         | [mm]             | 2850                                                      | 3040-3200                                                    | 3040-3200                                                    | 3040-3200                                                 | 3180-3410                                                    | 3250                                                      | 3300                                                      | 3100                                                      | 3100                                                      | 3400                                   | 3300                                                        | 3300                                                      |
| Szerokość                        | [mm]             | 2400                                                      | 2550                                                         | 2550                                                         | 2550                                                      | 2550                                                         | 2550                                                      | 2550                                                      | 2550                                                      | 2550                                                      | 2400                                   | 2550                                                        | 2550                                                      |
| Rozstaw osi                      | [mm]             | 4380                                                      | 4450                                                         | 5900                                                         | 5900 6000                                                 | 5850-5900                                                    | 5900                                                      | 5900 6000                                                 | 5900                                                      | 5900 6000                                                 | 4380                                   | 5900                                                        | 5900 6000                                                 |
| Zwis przedni/tylny               | [mm]             | 2080/2490                                                 | 2700/3400                                                    | 2700/3400                                                    | 2700/3400                                                 | 2700-2750/3400                                               | 2700/3400                                                 | 2700/3400                                                 | 2700/3400                                                 | 2700/3400                                                 | 2080/2490                              | 2700/3400                                                   | 2700/3400                                                 |
| Kąt natarcia/zejścia             | [°]              | 8/8                                                       | 7/7                                                          | 7/7                                                          | 7/7                                                       | 7-8/7                                                        | 7/7                                                       | 7/7                                                       | 7/7                                                       | 7/7                                                       | 8/8                                    | 7/7                                                         | 7/7                                                       |
| Układ napędowy:                  |                  |                                                           |                                                              |                                                              |                                                           |                                                              |                                                           |                                                           |                                                           |                                                           |                                        |                                                             |                                                           |
| Silnik                           |                  | Cummins ISB6.7E6C 250B                                    | 1) Cummins ISB6.7E6C 250B/280B/300B 2) DAF MX-11 210/240/271 | 1) Cummins ISB6.7E6C 250B/280B/300B 2) DAF MX-11 210/240/271 | DAF MX-11 240/271                                         | 1) Cummins ISB6.7E6C 250B/280B/300B 2) DAF MX-11 210/240/271 | 1) Cummins ISLG 8.9 E6 320 2) Cummins ISLG 6C 320         | 1) Cummins ISLG 8.9 E6 320 2) Cummins ISLG 6C 320         | Cummins ISB 4,5 E6C 210 H                                 | Cummins ISB 6,7 CE6 300 H                                 | silnik asynchroniczny                  | 1) silnik asynchroniczny 2) silnik w osi ZF AVE130          | silnik asynchroniczny                                     |
| Moc silnika                      | [kW]             | 187                                                       | 1) 250/280/300 2) 210/240/271                                | 1) 250/280/300 2) 210/240/271                                | 240/271                                                   | 1) 250/280/300 2) 210/240/271                                | 239                                                       | 239                                                       | 157 + 120 (silnik elektryczny)                            | 157 + 200 (silnik elektryczny)                            | 120/160                                | 1) 160 2) 2×60                                              | 240                                                       |
| Skrzynia biegów                  |                  | 1) ZF EcoLife 2) Voith DIWA.6                             | 1) ZF EcoLife 2) Voith DIWA.6                                | 1) ZF EcoLife 2) Voith DIWA.6                                | 1) ZF EcoLife 2) Voith DIWA.6                             | 1) ZF EcoLife 2) Voith DIWA.6                                | 1) ZF EcoLife 2) Voith DIWA.6                             | 1) ZF EcoLife 2) Voith DIWA.6                             | 1) ZF EcoLife 2) Voith DIWA.6                             | 1) ZF EcoLife 2) Voith DIWA.6                             |                                        |                                                             |                                                           |
| Oś przednia                      |                  | 1) ZF RL 82 EC – oś niezależna 2) ZF RL 85 A – oś sztywna | 1) ZF RL 82 EC – oś niezależna 2) ZF RL 85 A – oś sztywna    | 1) ZF RL 82 EC – oś niezależna 2) ZF RL 85 A – oś sztywna    | 1) ZF RL 82 EC – oś niezależna 2) ZF RL 85 A – oś sztywna | 1) ZF RL 82 EC – oś niezależna 2) ZF RL 85 A – oś sztywna    | 1) ZF RL 82 EC – oś niezależna 2) ZF RL 85 A – oś sztywna | 1) ZF RL 82 EC – oś niezależna 2) ZF RL 85 A – oś sztywna | 1) ZF RL 82 EC – oś niezależna 2) ZF RL 85 A – oś sztywna | 1) ZF RL 82 EC – oś niezależna 2) ZF RL 85 A – oś sztywna | ZF RL 85 A – oś sztywna                | 1) ZF RL 82 EC – oś niezależna 2) ZF RL 85 A – oś sztywna   | 1) ZF RL 82 EC – oś niezależna 2) ZF RL 85 A – oś sztywna |
| Oś środkowa                      |                  | -                                                         | -                                                            | -                                                            | ZF AVN 132                                                | -                                                            | -                                                         | ZF AVN 132                                                | -                                                         | ZF AVN 132                                                | -                                      | -                                                           | ZF AVN 132                                                |
| Oś napędowa                      |                  | ZF AV 133 – oś portalowa                                  | ZF AV 133 – oś portalowa                                     | ZF AV 133 – oś portalowa                                     | ZF AV 133 – oś portalowa                                  | ZF AV 133 – oś portalowa                                     | ZF AV 133 – oś portalowa                                  | ZF AV 133 – oś portalowa                                  | ZF AV 133 – oś portalowa                                  | ZF AV 133 – oś portalowa                                  | ZF AV 133 – oś portalowa               | 1) Oś portalowa ZF 2) Oś napędowa ZF z silnikami w piastach | ZF AV 133 – oś portalowa                                  |
| Zbiornik paliwa                  | [l]              | 180                                                       | 200 lub 310                                                  | 200 lub 310                                                  | 360                                                       | 200 lub 310                                                  | 1) 4×315 2) 5×315 3) 5×340                                | 1) 5×315 2) 5×340 3) 5×375                                | 200 lub 310                                               | 360                                                       | -                                      | -                                                           | -                                                         |
| Zbiornik AdBlue                  | [l]              | 40                                                        | 40 lub 50                                                    | 40 lub 50                                                    | 40 lub 50                                                 | 40 lub 50                                                    | -                                                         | -                                                         | 40                                                        | 40                                                        | -                                      | -                                                           | -                                                         |
| Nadwozie:                        |                  |                                                           |                                                              |                                                              |                                                           |                                                              |                                                           |                                                           |                                                           |                                                           |                                        |                                                             |                                                           |
| Szkielet                         |                  | stal odporna na korozję                                   | stal odporna na korozję                                      | stal odporna na korozję                                      | stal odporna na korozję                                   | stal odporna na korozję                                      | stal odporna na korozję                                   | stal odporna na korozję                                   | stal odporna na korozję                                   | stal odporna na korozję                                   | stal odporna na korozję                | stal odporna na korozję                                     | stal odporna na korozję                                   |
| Panele boczne                    |                  | demontowalne panele boczne i nadkolowe                    | demontowalne panele boczne i nadkolowe                       | demontowalne panele boczne i nadkolowe                       | demontowalne panele boczne i nadkolowe                    | demontowalne panele boczne i nadkolowe                       | demontowalne panele boczne i nadkolowe                    | demontowalne panele boczne i nadkolowe                    | demontowalne panele boczne i nadkolowe                    | demontowalne panele boczne i nadkolowe                    | demontowalne panele boczne i nadkolowe | demontowalne panele boczne i nadkolowe                      | demontowalne panele boczne i nadkolowe                    |
| Układ drzwi                      |                  | 1-2                                                       | 1-2-0 1-2-2 2-2-0 2-2-2                                      | 1-2-0 1-2-2 2-2-0 2-2-2                                      | 1-2-2-0 1-2-2-2 2-2-2-0 2-2-2-2                           | 1-2-0 1-2-1 2-2-0 2-2-1                                      | 1-2-0 1-2-2 2-2-0 2-2-2                                   | 1-2-2-0 1-2-2-2 2-2-2-0 2-2-2-2                           | 1-2-0 1-2-2 2-2-0 2-2-2                                   | 1-2-2-0 1-2-2-2 2-2-2-0 2-2-2-2                           | 1-2                                    | 1-2-0 1-2-2 2-2-0 2-2-2                                     | 1-2-2-0 1-2-2-2 2-2-2-0 2-2-2-2                           |
| Liczba miejsc siedzących (maks.) |                  | 29+1                                                      | 29+3+1                                                       | 37+3+1                                                       | 47+6+1                                                    | 47+1                                                         | 37+1                                                      | 49+1                                                      | 37+1                                                      | 49+1                                                      | 24                                     | 37+1                                                        | 47+1                                                      |

## Modele
Główną konkurencję dla rodziny Solaris Urbino stanowią takie modele jak m.in. MAN Lion’s City, Mercedes-Benz Citaro, czy też Scania Citywide. W Polsce konkurencję stanowią ponadto modele Mercedes-Benz Conecto, Autosan Sancity, czy też Ursus City Smile. Mimo tego Solaris z modelem Urbino pozostaje liderem w sprzedaży autobusów miejskich w Polsce, jest także jednym z czołowych europejskich producentów autobusów miejskich. Solaris Urbino jest najpopularniejszym modelem autobusów miejskich w Polsce.
W skład serii wchodzą:
- Solaris Alpino 8,6 (2007-2018)
  - Solaris Alpino/urbino 8,9 LE (od 2008)
    - Solaris Urbino 8,9 LE electric (od 2012)
- Solaris Urbino 9 (2000-2002)
- Solaris Urbino 9 LE electric (od 2021)
- Solaris Urbino 10 (2002-2018)
- Solaris Urbino 10,5 (od 2017)
  - Solaris Urbino 10,5 mild hybrid (od 2022)
- Solaris Urbino 10,9 LE
- Solaris Urbino 12 (od 1999)
  - Solaris Urbino 12 CNG (od 2005)
  - Solaris Urbino 12 hybrid (od 2010)
  - Solaris Urbino 12 mild hybrid (od 2020)
  - Solaris Urbino 12 electric (od 2013)
  - Solaris Urbino 12 hydrogen (od 2019)
  - Solaris Urbino 12 LE (od 2004)
    - Solaris Urbino 12 LE CNG (od 2007)
    - Solaris Urbino 12 LE lite hybrid (od 2018)

  - Solaris Urbino 12 Ü
- Solaris Urbino 12,9 (od 2012)
  - Solaris Urbino 12,9 Hybrid (od 2013)
- Solaris Urbino 15 (1999-2018)
  - Solaris Urbino 15 CNG (2004-2018)
  - Solaris Urbino 15 LE (2008-2018)
    - Solaris Urbino 15 LE CNG (2010-2018)
    - Solaris Urbino 15 LE electric (od 2020)
- Solaris Urbino 18 (od 1999)
  - Solaris Urbino 18 MetroStyle (od 2011)
  - Solaris Urbino 18 CNG (od 2005)
  - Solaris Urbino 18 hybrid (od 2006)
    - Solaris Urbino 18 Hybrid MetroStyle (od 2011)
    - Solaris Urbino 18 plug-in hybrid (od 2020)
    - Solaris Urbino 18 mild hybrid (od 2022)

  - Solaris Urbino 18 electric (od 2013)
  - Solaris Urbino 18 hydrogen (od 2022)
  - Solaris Urbino 18 LE
    - Solaris Urbino 18 LE CNG
- Solaris Urbino 18,75 (od 2012)
  - Solaris Urbino 18,75 electric (od 2014)
- Solaris Urbino 24 electric MetroStyle (od 2022)

pochyloną czcionką oznaczono modele, których powstały jedynie prototypy lub zostały wykonane na indywidualne zamówienie klienta;

w nawiasach podano lata produkcji modelu

## Najważniejsze nagrody i wyróżnienia
- 1999: Złote Koła Komunikacji Miejskiej dla Solaris Urbino 12 na IV Wystawie Komunikacji Miejskiej w Łodzi[54]
- 2003: Złoty Medal dla Solarisa Urbino 10 na Międzynarodowych Targach Miejskiego Transportu Zbiorowego TransExpo w Kielcach[54]
- 2004: II miejsce w konkursie „Bus of the Year” dla autobusu miejskiego Solaris Urbino 12 II generacji, przegrana 1 pkt. z autobusem MAN Lion's City[6]
- 2013: Nagroda „Zrównoważony rozwój” przyznana przez niemiecki magazyn branżowy „Busplaner” dla Solarisa Urbino 12 electric[55]
- 2016: Solaris Urbino 18 electric najlepszym autobusem miejskim w Hiszpanii według czasopisma „Viajeros”[56]
- 2016: Tytuł „Autobus Roku 2017” dla Solarisa Urbino 12 electric; elektryczny Solaris pokonał cztery konkurencyjne modele Ebusco, Irizar, Van Hool i Mercedes-Benz; pierwszy autobus elektryczny z tym tytułem[57]
- 2017: EBUS Award 2017 dla Solarisa Urbino 12 electric[58]
- 2019: Nagroda czasopisma „Busplaner” w kategorii „pojazd koncepcyjny” za projekt Urbino 12 hydrogen[31]
- 2021: Nagroda czasopisma „Busplaner” w kategorii „autobus elektryczny” za model Urbino 15 LE electric[59]
- 2021: Nagroda „Sustainable Bus Award” dla Solarisa Urbino 15 LE electric[60]
- 2022: „Innovation Award” czasopisma „Busplaner” w kategorii autobusów międzymiastowych dla Solarisa Urbino 9 LE electric[61]

## Symbol graficzny

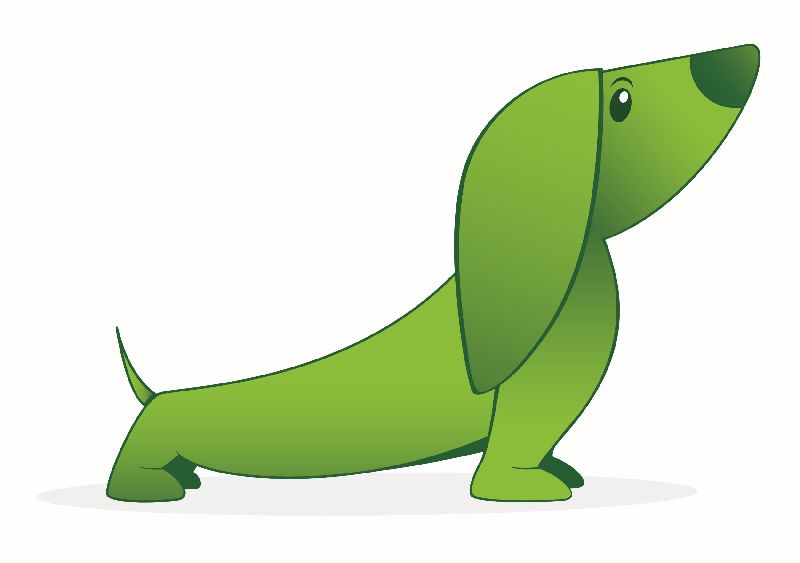
Obecny jamnik Solaris dla modeli napędzanych silnikiem Diesla

Zielony jamnik jest maskotką przedsiębiorstwa Solaris. Był on już naklejany na autobusy Neoplan Polska i wyróżniał je na tle produkowanych w innych zakładach Neoplan. Został on stworzony przez ówczesną wiceprezes Solange Olszewską. Symbolizuje on wierność właścicielowi, łatwość w utrzymaniu, prostotę oraz ekologię. Dodatkowo jego wydłużony kształt przypomina niskopodłogowy autobus. W 2005 r. zaprezentowano nowszą wersję jamnika. Od tego czasu wersje autobusów z innymi napędami lub innym typem nadwozia dostawały charakterystyczne oznaczenia na postaci jamnika. Kolejna wersja charakterystycznej postaci dla autobusów marki Solaris została zaprezentowana w 2011 r. – sylwetka uległa niewielkim zmianom i została bardziej zgeometryzowana.